# Église Saint-Roch de Paris
Pour les articles homonymes, voir Église Saint-Roch.
L’église Saint-Roch,  située au 296 rue Saint-Honoré, au croisement de la rue Saint-Roch, dans le 1er arrondissement de Paris, a été bâtie entre 1653 et 1722 sur les plans initiaux de Jacques Le Mercier. Longue de 126 mètres, de style essentiellement baroque, c’est l'une des plus vastes de Paris. L'édifice est classé au titre des monuments historiques depuis le 7 décembre 1914.
Le parvis de l’église fut le théâtre de combats durant l’insurrection royaliste du 13 vendémiaire an IV (5 octobre 1795). Pillée à la Révolution, l’église a récupéré une partie de son patrimoine ainsi que de nombreuses œuvres d’art provenant d'autres églises parisiennes. Toujours ouverte au culte , elle est connue comme étant la « paroisse des artistes », par allusion à ceux qui y ont été inhumés ou dont on y a célébré les obsèques, mais également en référence à la riche collection d’œuvres d’art qui y est conservée et parce qu'elle est l'aumônerie des artistes du spectacle.

## Historique

### La construction

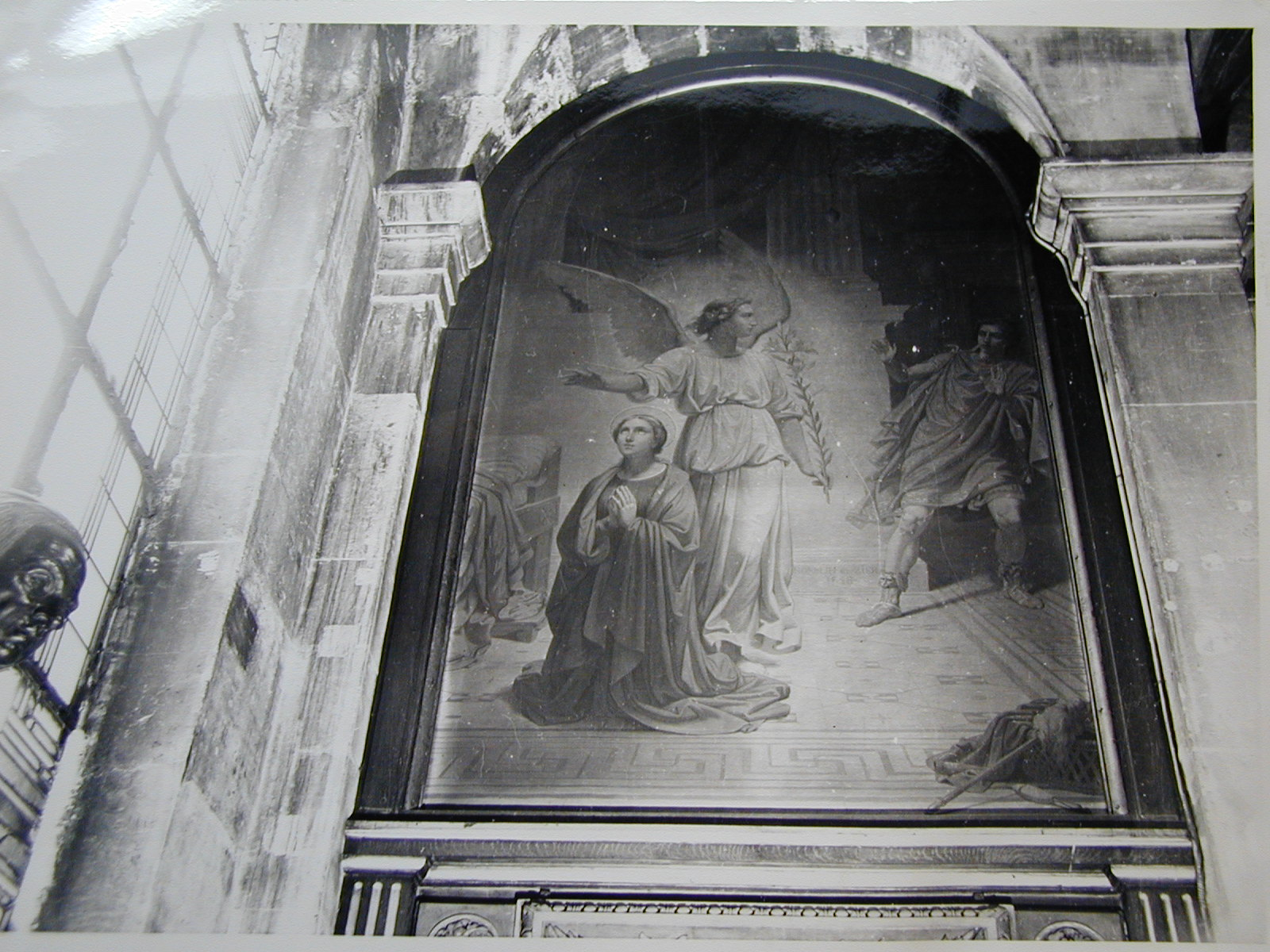
Chapelle dédiée à sainte Suzanne.

En 1521, Jean Dinocheau, un commerçant parisien, fait bâtir une chapelle dédiée à sainte Suzanne dans le faubourg Saint-Honoré situé près de Paris.
En 1577, son neveu, Étienne Dinocheau, transforme la chapelle en une grande église et lui attribue le patron de saint Roch.
Alors que l'église Saint-Roch sert de succursale à l'église Saint-Germain-l'Auxerrois, pour les habitants du faubourg Saint-Honoré depuis une cinquantaine d'années, cette église devient église paroissiale le 13 juin 1633. Le 30 juin 1633, une sentence archiépiscopale assigne à la paroisse Saint-Roch le terrain situé au nord du jardin des Tuileries, depuis le mur de Charles V jusqu'à la fortification de Charles IX.
Jacques Lemercier conçoit une nouvelle église qui ne voit le jour qu’après la Fronde. La première pierre du nouvel édifice est posée par Louis XIV, le 23 mars 1653, en l'absence de sa mère Anne d’Autriche qui ne voulait pas rencontrer le curé frondeur. Dans la nouvelle église, on consacre une chapelle à sainte Suzanne, en souvenir de l’église précédente. Au-dessus de l’autel, se trouve une peinture murale de sainte Suzanne poursuivie par ses persécuteurs. Levant les yeux au ciel, elle implore l’aide de Dieu.
Jacques Lemercier meurt en 1654, aussi les finances se tarissent-elles vite et le gros œuvre s’interrompt en 1660, seuls le transept et la dernière travée de la nef étant achevés. La construction des chapelles latérales s’est faite en les concédant à des familles contre finances.
Dans les années 1690, le chœur, le transept, la plupart des chapelles et le clocher sont terminés. L’église n’a qu’un plafond provisoire en bois, la façade n’est pas faite. Le 8 juin 1691, le maréchal Sébastien Le Prestre de Vauban y marie sa fille Jeanne Françoise avec Louis Bernin, marquis de Valentinay, seigneur d'Ussé.
Grâce au financement d'une loterie de piété en 1705, Jules Hardouin-Mansart reprend le chantier de Saint Roch et y ajoute la plus grande chapelle de la Vierge de Paris, composée d'une chapelle de la Vierge elliptique inscrite dans une chapelle de la communion circulaire, une façon originale d'utiliser le peu de place disponible. Au décès de Jules Hardouin Mansart, Guillaume de La Vergne, l’entrepreneur du conseil de fabrique emporte le marché. Finalement la chapelle de la Communion est reportée au-delà de la chapelle de la Vierge et l'anneau circulaire devient un déambulatoire. L'ensemble des travaux se termine en 1719.
À l'occasion de sa conversion en 1719 et lors de sa première communion à Saint-Roch, le banquier Law fait un don de 100 000 livres. Après la faillite de Law, le roi complète avec un don de 10 000 livres. C'est ainsi que sont financées la voûte en berceau cintré et la façade de l’église, pour des travaux qui se terminent en 1726. Seule une tour de la façade aurait été construite.
Entre 1728 et 1736, Robert de Cotte ajoute une tour à droite du chœur dans le passage Saint Roch. Quand une nouvelle façade sans clocher sera réalisée, cette tour accueillera les cloches de Saint Roch.
En 1735, la tour de la façade est détruite. Robert de Cotte trace les plans pour une façade à deux étages, mais c'est probablement son fils Jules-Robert de Cotte qui la réalise en 1739. Le niveau inférieur est orné de colonnes doriques, le niveau supérieur de colonnes corinthiennes. La princesse de Conti, fille légitimée de Louis XIV, y est inhumée.
Restait à aménager l'intérieur de l'église. Le curé de Saint Roch Jean-Baptiste Marduel fait appel à une équipe autour d'Étienne Maurice Falconet et d'Étienne-Louis Boullée pour théâtraliser les différents espaces. En 1754, au-delà de la chapelle de la Communion, Étienne-Louis Boullée ouvre dans le prolongement une chapelle dédiée au Calvaire, qui sera profondément remaniée au milieu du XIXe siècle. Il fait appel à quelques-uns des plus illustres artistes de son temps pour décorer la chapelle de la Vierge et le transept, parmi lesquels, Jean-Baptiste-Marie Pierre, Joseph-Marie Vien et Gabriel-François Doyen.

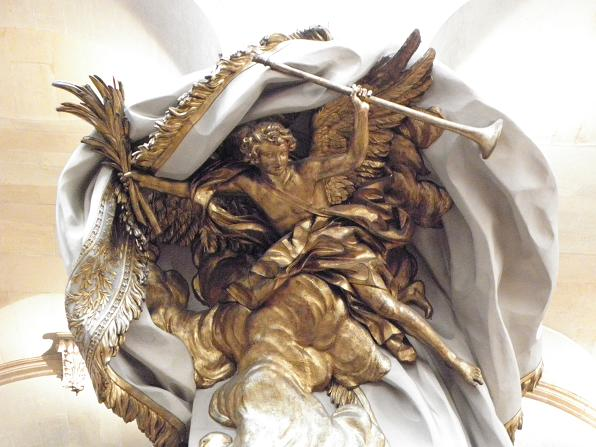
Abat-voix de la chaire par Simon Challe.

En 1756, Jean-Baptiste Pierre peint l'Assomption pour la coupole de la chapelle de la Vierge, et Falconet sculpte, au-dessus de l'arcade qui surplombe l'autel de la Vierge, une Gloire sur le modèle de celle de Saint-Pierre de Rome. Il place en dessous un groupe de l'Annonciation, aujourd’hui disparu, et installe, dans la chapelle du Calvaire, une rocaille avec un christ en croix, également disparue.
En 1758, Jean-Baptiste Marduel fait réaliser une chaire par Simon Challe, qui sera remaniée à deux reprises, et dont il ne reste de l’œuvre initiale que la partie supérieure, alors qu'il reste un ensemble de peintures et de sculptures dans le transept.
En 1849, détruisant ainsi l'œuvre de Boullée, la chapelle du Calvaire est transformée en chapelle des Catéchismes, et en 1879 la tour située sur le flanc droit, fragilisée par le percement de l'avenue de l'Opéra, est détruite.

### L'église Saint-Roch et l'Histoire
Au temps de la Révolution française, cette église se trouvait au centre des combats, comme en témoigne la façade criblée d'impacts. Les groupes révolutionnaires, comme le Club des Jacobins ou celui des Feuillants, se rassemblaient à l’époque dans  les cloîtres de la rue Saint-Honoré. C’est le long de cette rue que circulaient les véhicules qui menaient les condamnés de la Conciergerie à la place de la Concorde où ils étaient exécutés. À deux pas de là, au palais des Tuileries où siégeait la Convention, le général Napoléon Bonaparte mit fin à la rébellion royaliste.
Les traces de la mitraille que Bonaparte a laissé tirer pendant 3/4 d'heure sont encore visibles sur les colonnes carrées et rondes à l'ouest de la façade. Plus grave encore, sont les dégâts commis à l’intérieur de l’église. Un pillage systématique mena à la disparition de nombreux objets et œuvres d’art. Parmi eux se trouvait le portrait d’un des fondateurs de l’église : Dinocheau qui avait longtemps été exposé dans l’une des chapelles. Ce tableau se trouve aujourd’hui à Santa Maria Maggiore dans le Piémont, où l’on prétend qu’il s’agit d’un certain Giovanni Paolo Feminis.
Saint-Roch est ensuite  consacré « Temple du Génie » par décret du 6 brumaire an VII (27 octobre 1798) puis le 7 janvier 1815 l'église est saccagée, aux cris de « mort aux prêtres », par 5 000 manifestants protestant contre le refus par l'Église d'enterrer chrétiennement la comédienne  Françoise Raucourt (ou la Raucourt).

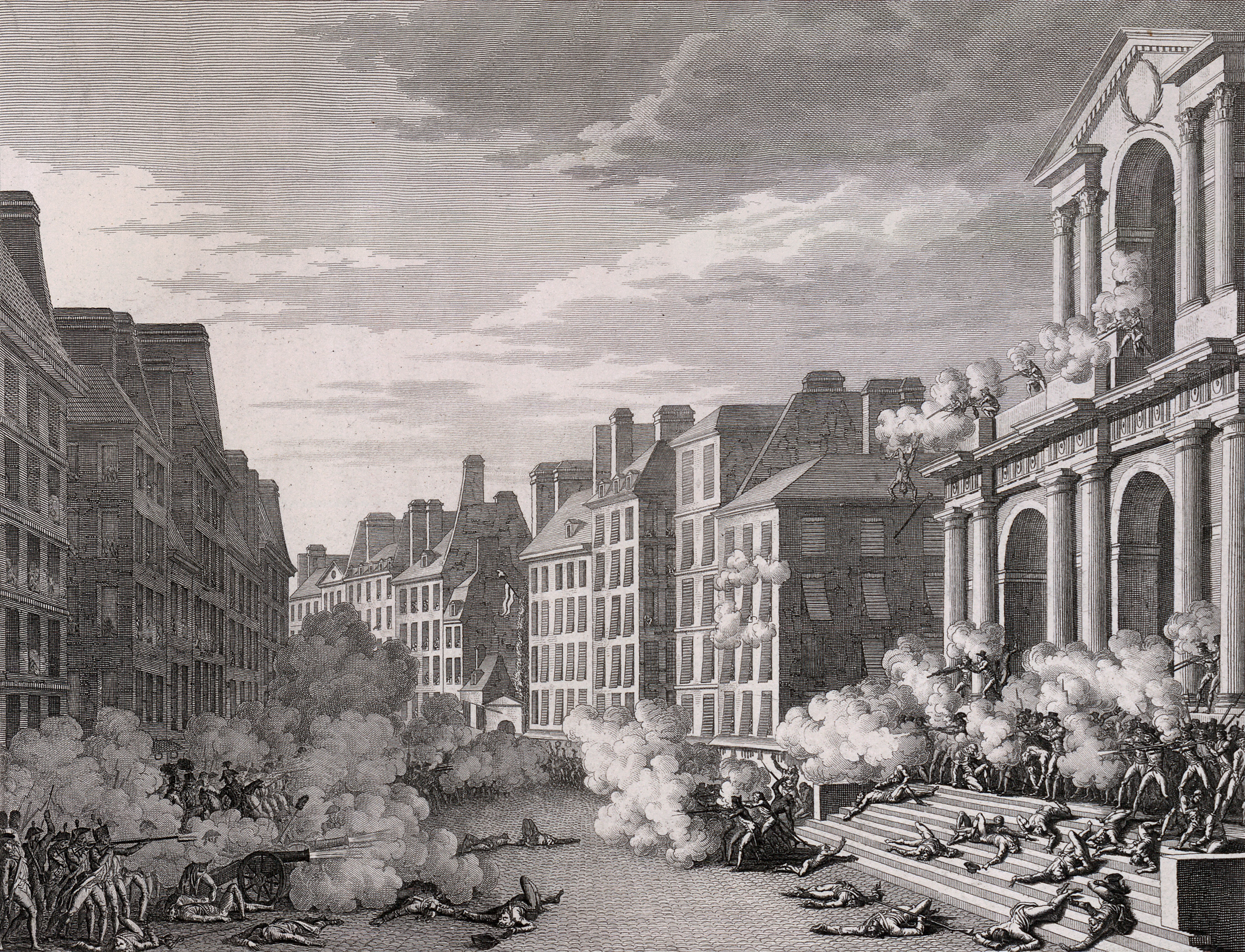
Journée du 13 vendémiaire : le général Bonaparte fait tirer au canon sur les insurgés royalistes. Les impacts sur la façade sont encore visibles de nos jours.
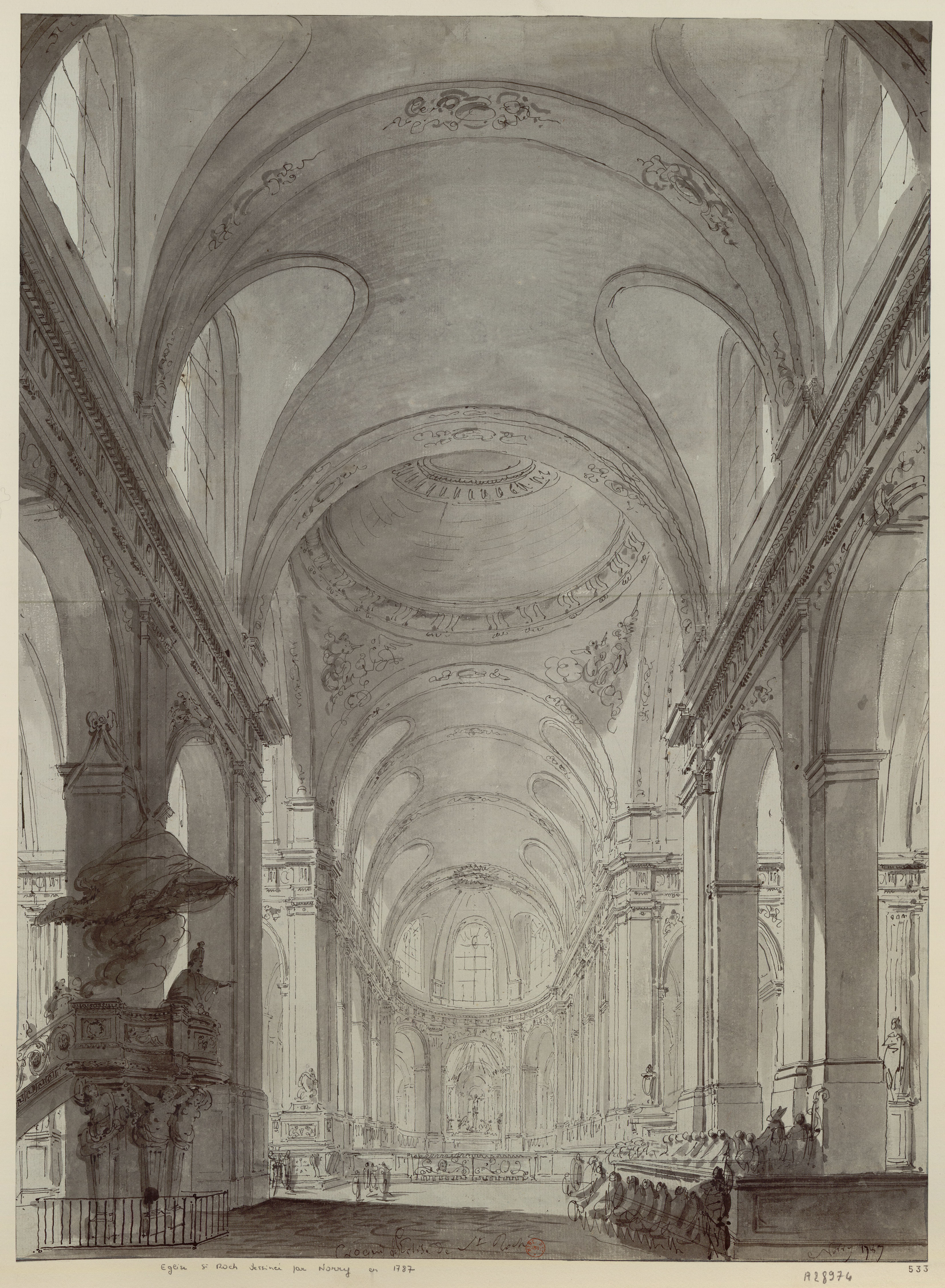
Croquis de l'église Saint-Roch Charles Norry (1787).

### Curés
- Jean Rousse (1633 - 1659)
- Jacques Coignet (1660 - 1668)
- Louis Coignet (1668 - 1726)
- Jacques Bence (1726 - 1738)
- Aubin Brillon de Jouy (1738 - 1739)
- Nicolas Louis Cheret (1739 - 1743)
- Pierre Badoire (1743 - 1749)
- Jean-Baptiste Marduel (1749 - 1787)[7]
- Claude-Marie Marduel (1787 - 1790)[8]
- Alexandre Legrand (1791 - 1793)[9]
- Pas de curé de 1794 à 1802[10].
- Claude-Marie Marduel (1802 - 1833)[11]
- Nicolas-Théodore Olivier (1833-1841), nommé évêque d'Évreux (1841-1854)
- Jean-Jacques Layet (1841 - 1843), nommé évêque d’Orléans
- Charles Morel (1843 - 1848)
- Pierre Louis Petetot (1848 - 1852)
- Pierre Augustin Faudet (1852 - 1870)
- Sébastien Émile Millault (1870 - 1896), il démissionne le 2 février 1896.
- Marie-Prosper de Bonfils (1896 - 1898), nommé évêque du Mans en 1898.
- Marie Timothée Leclercq (1898 - 1908)
- Jean Eugène Peuportier (1908 - 1921)
- Henri Victor Couget (1921- 1941)
- Charles Viennot (1941 - 1966)
- Pierre Ghesquière (1966 - 1970)
- Francis Connan (1970 - 1979)
- Gérard de Seilligny (1979 - 1988)
- Robert Perrelet (1988 - 1994)
- Thierry de l'Épine (1994 - 2008)
- Philippe Desgens (2008 - 2017)
- Thierry Laurent (depuis 2017)

Liste des curés de l'église
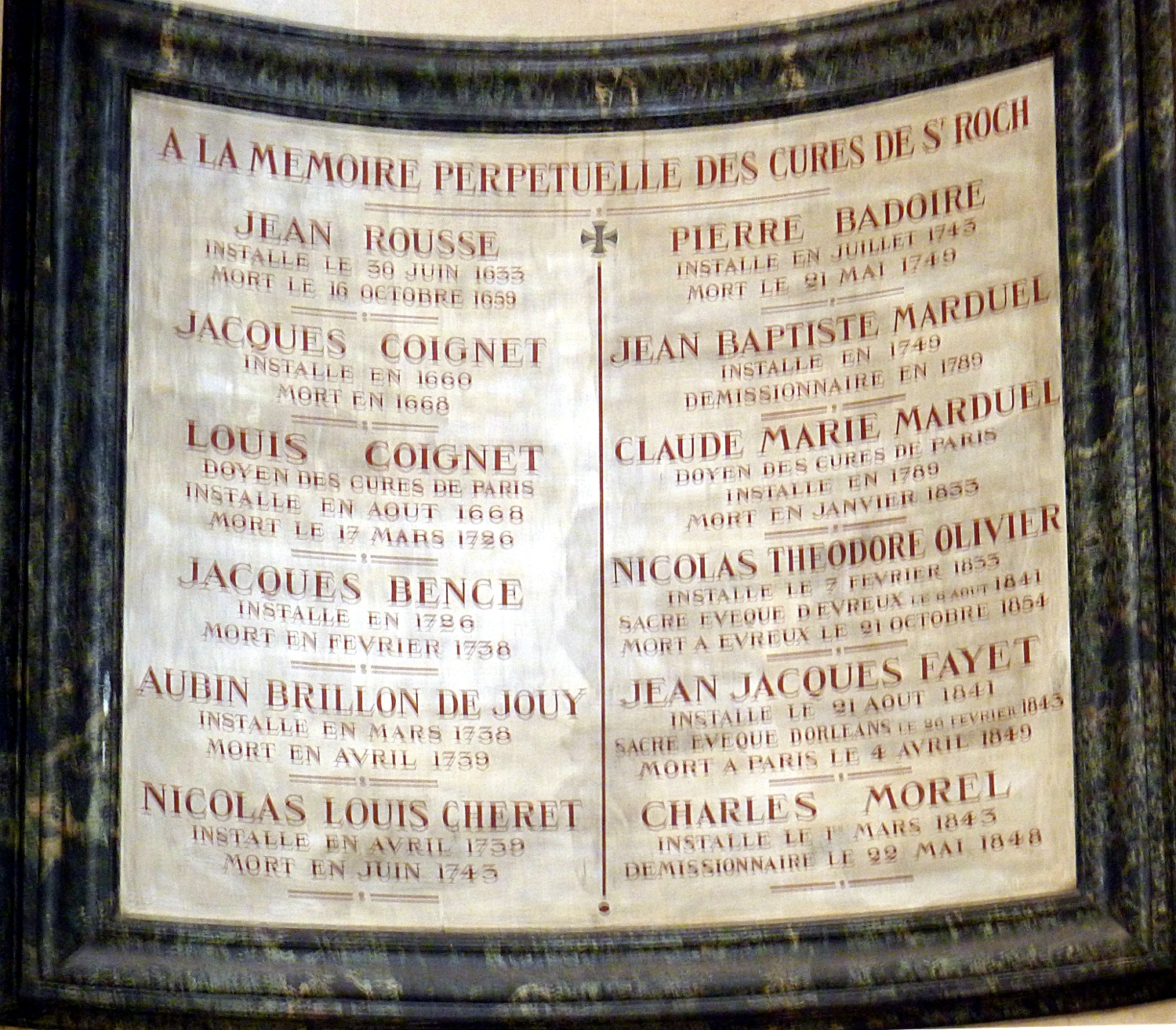
Curés avant 1848.
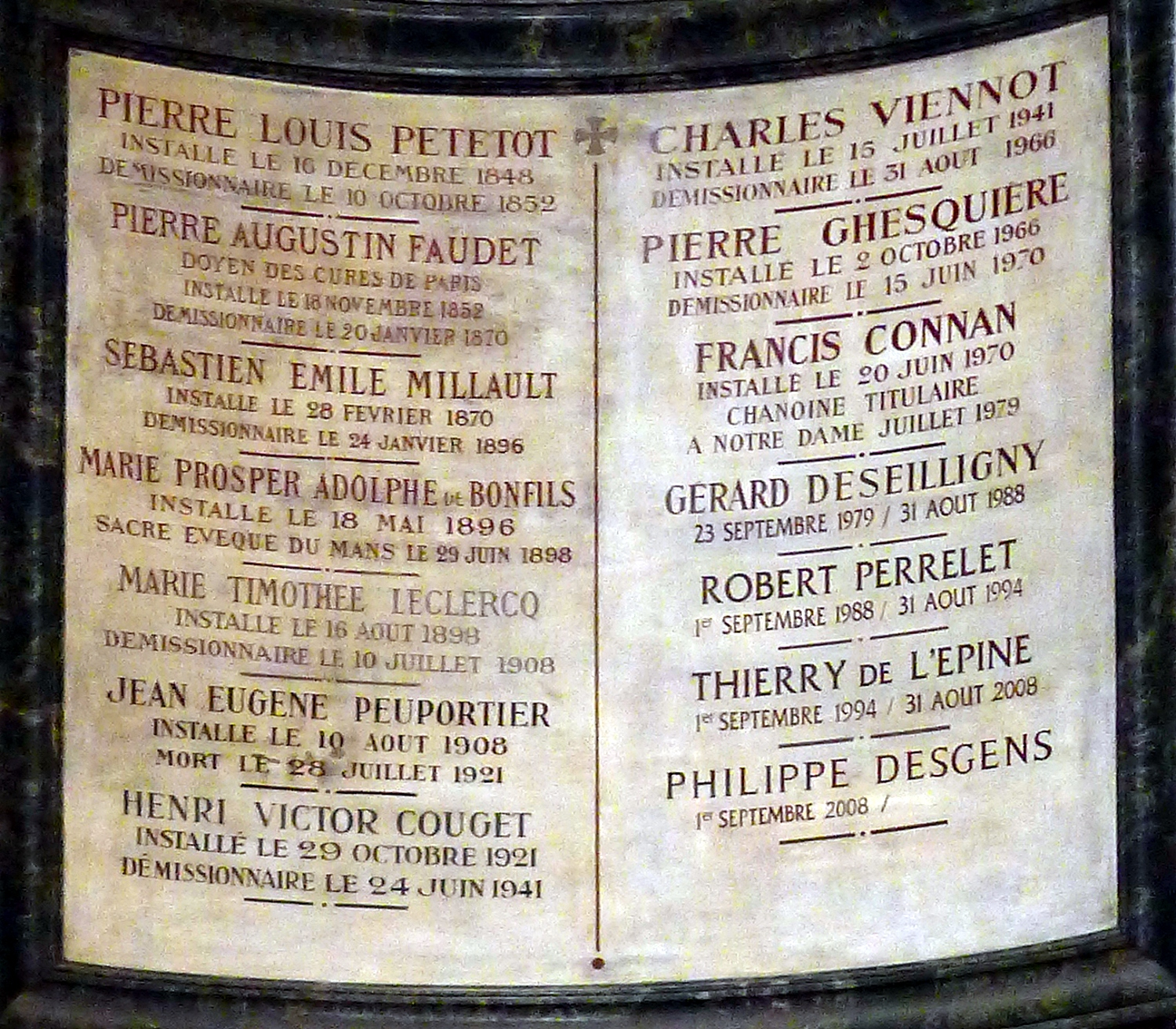
Curés après 1848[12].

### Personnalités inhumées dans l'église
Du fait des multiples transformations architecturales et surtout du saccage de l'ossuaire durant la Révolution française et la commune, peu de tombes ont subsisté,.

#### XVIIesiècle
- André Le Nôtre, 16 septembre 1700, chapelle Saint-André
- César de Vendôme, 25 octobre 1664
- François Anguier, 1669
- Pierre Corneille, 1684
- Michel Anguier, 1686

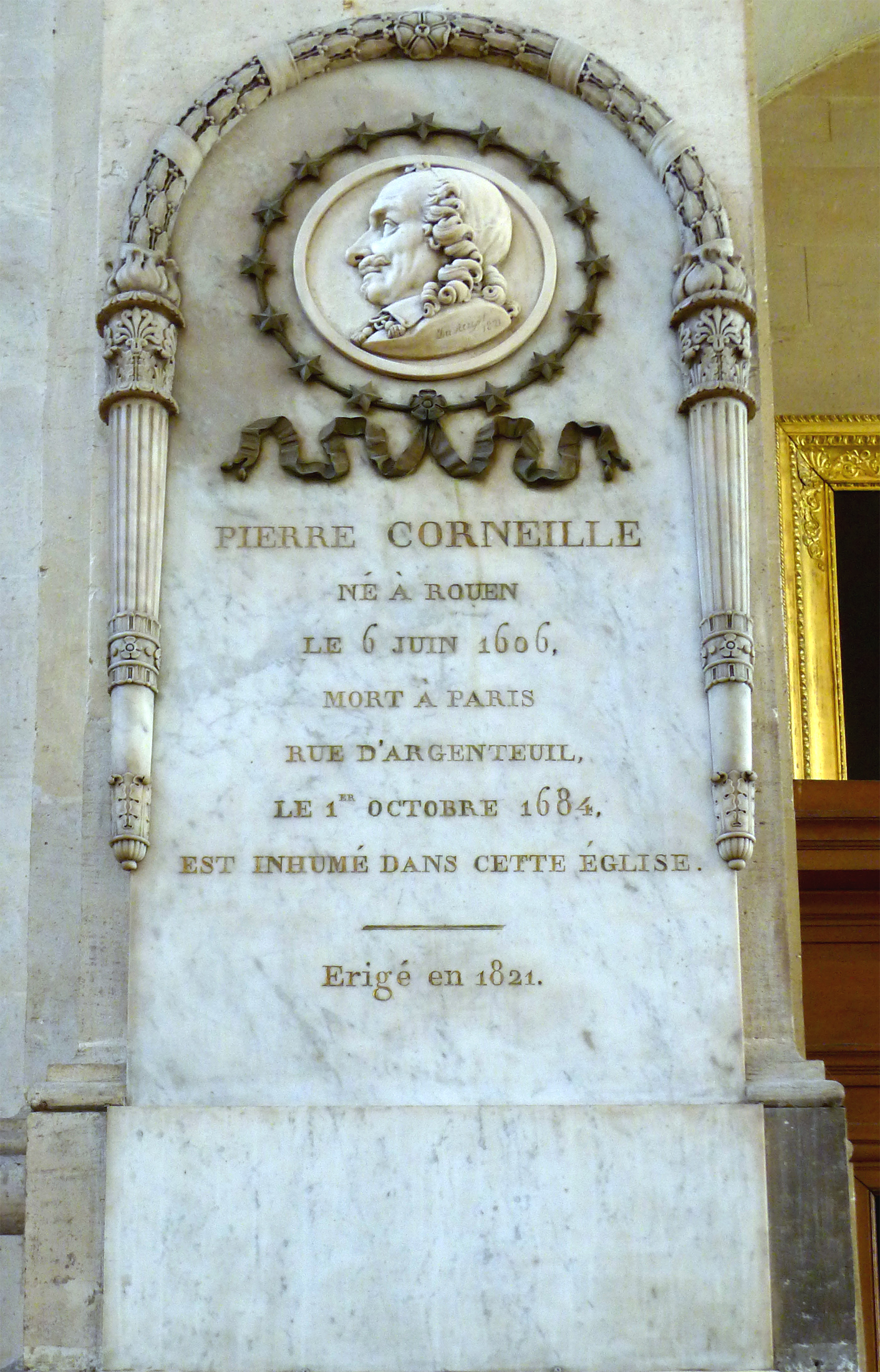
Plaque commémorant l'inhumation de Pierre Corneille dans cette église.

- Antoinette Des Houlières plus connue sous le nom de Madame Deshoulières, femme de lettres née Antoinette du Ligier de la Garde, baptisée le 2 janvier 1638 à l'église Saint-Germain-l'Auxerrois, elle est décédée le 17 février 1694, inhumée le 19 février auprès son mari Guillaume de la Font de Boisguérin, seigneur Des Houlières inhumé lui-même le 5 janvier 1693.
- Antoinette Thérèse de la Font de Boisguérin Deshoulières, fille de la précédente née en 1662, surnommée Mademoiselle Deshoulières, également femme de lettres, morte le 8 août 1718 inhumée le 9 aout 1718 dans la cave de la chapelle de la Vierge.
- Antoine de Ville, ingénieur du roi, 1640, derrière le chœur

#### XVIIIesiècle
- Catherine Plastrier, 1706

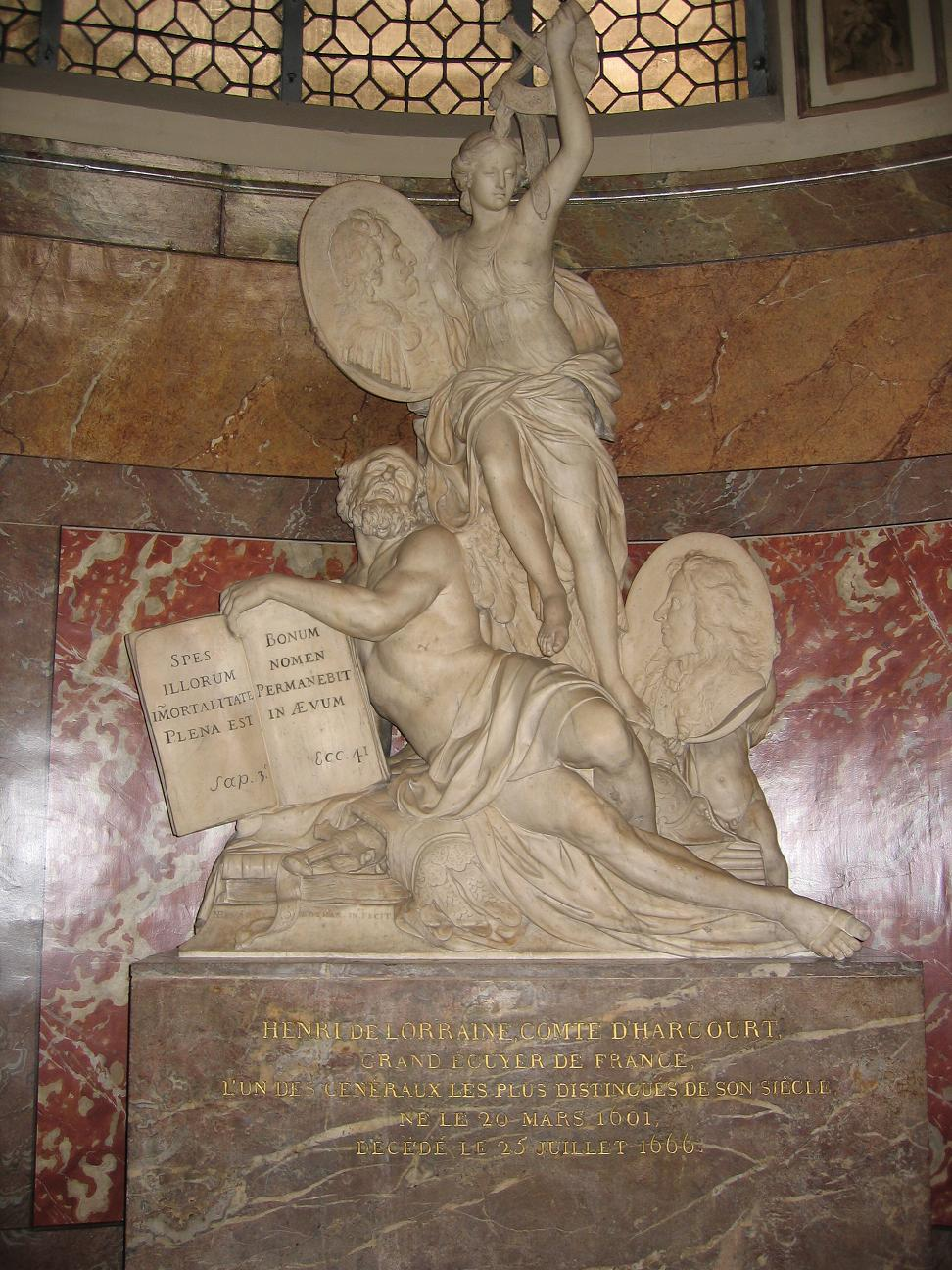
Nicolas Renard, Cénotaphe d’Henri de Lorraine, comte d’Harcourt (provenant du couvent des Feuillants).

- Françoise Langlois, épouse d'André Le Nôtre, 1707
- Martin Lavernot, 1708
- Nicolas Mesnager, 1714
- Comte Fortunat Rangoni, 1723
- Simon Thomassin, inhumé le 28 mai 1733 dans la cave de la chapelle de la Vierge.
- René Duguay-Trouin[15], 28 septembre 1736. Il a été ré-inhumé en la cathédrale Saint-Vincent de Saint-Malo, sa ville natale, en 1973.
- Marie-Anne de Bourbon, princesse douairière de Conti, 1739
- Claude François Bidal d'Asfeld, 17 mars 1743
- René Moreau de Maupertuis, officier de marine, 1746
- Philippe-Claude de La Marche, 1750
- Jeanne-Angélique Delpech, marquise de Bréhant, 1750
- La comtesse de Broglie-Revel, 1751
- Madame Lalive de Jully, 1752
- Charles-Jean-François Hénault, 1770
- Claude-Adrien Helvétius, 1771
- Alexis Piron, 1773
- Marie-Thérèse Rodet Geoffrin, 6 octobre 1777
- Charles Pandin de Rommefort, 17 juin 1783
- Denis Diderot, 1er août 1784, chapelle de la Vierge
- François Joseph Paul de Grasse, 6 janvier 1788, chapelle de la Vierge
- Gabriel Bonnot de Mably, 1785
- Paul Henri Thiry d'Holbach, 1789
- Charles-Michel de L'Épée, mort le 23 décembre 1789. Cette inhumation fut découverte en 1838.

#### XIXesiècle
- Jean Honoré Fragonard, 1806
- Mgr Gabriel Cortois de Pressigny, comte de Pressigny, 1823, chapelle de la Vierge

On peut encore y voir les cénotaphes d'Henri de Lorraine-Harcourt, Pierre Corneille, André Le Nôtre, Catherine de Rougé du Plessis-Bellière, Marie-Thérèse Rodet Geoffrin, etc.
Enfin, ont été transportés de l'église des Jacobins-Saint-Honoré à Saint-Roch le beau mausolée de François de Créquy dessiné par Lebrun et réalisé par Antoine Coysevox ainsi que celui du peintre Pierre Mignard lorsque cette église fut occupée en 1791 par le Club des jacobins.

## Description

### Plan et organisation générale

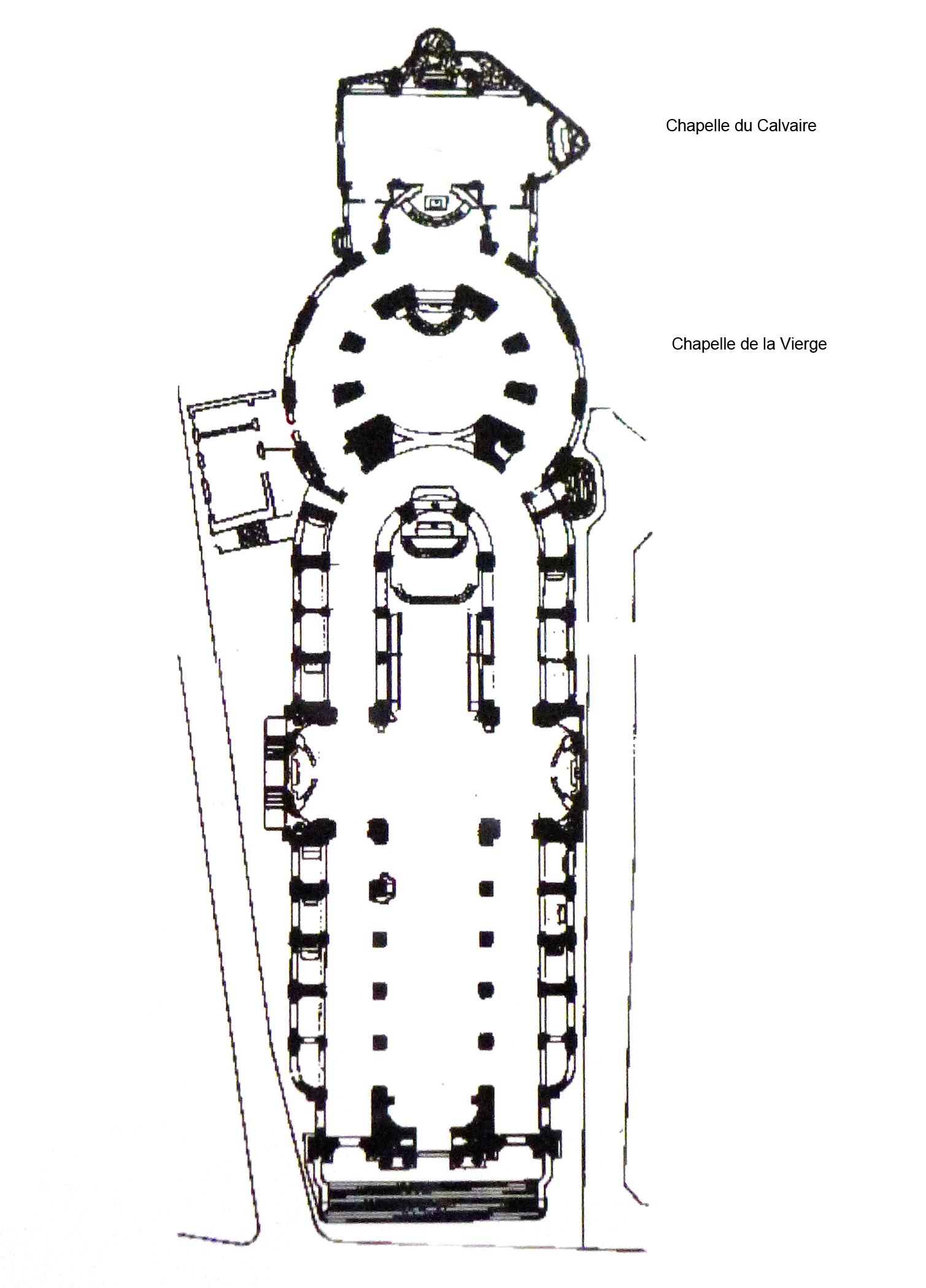
Plan de l'église (nord en haut).

Le plan et les principes architecturaux initiaux de Saint-Roch s'inspirent de certains édifices établis par les jésuites tel celui de la maison professe de Rome dont la conception se voulait adaptée à la liturgie catholique réformée par le concile de Trente : 

« une église en croix latine, à nef unique, cantonnée de chapelles communicantes et transept peu saillant, voutée en berceau, fenêtres hautes, coupole à la croisée, façade à deux ordres superposés de largeur inégale couronnée d'un fronton. »

Ce modèle architectural avait été introduit en France dès le début du XVIIe siècle sous de multiples variantes avec, notamment à Paris, l'église aujourd'hui disparue des Feuillants (1600-1608), celle des carmes déchaussés (1613-1620), l'église Saint-Paul-Saint-Louis (1627-1641), autrefois professe des jésuites, le noviciat détruit des jésuites (1634) ainsi que la chapelle de la Sorbonne (1634).
Pour bénéficier de la longueur de la butte et ouvrir sur l’axe marchand de la rue Saint-Honoré, l'église est alignée selon un axe sud-nord, une des premières églises parisiennes dérogeant à la règle d'orientation ouest-est. La nouvelle église conçue par Jacques Lemercier a subi une rotation de 90° par rapport à l’ancienne église devenue le transept de la nouvelle.
La façade baroque est reconstruite vers 1740 au sud. Au chœur ont été rajoutées successivement plusieurs chapelles alignées, dont celle de la Vierge, au nord. Cet édifice présente également une autre particularité, à savoir une absence de clocher résultant de travaux de démolition entrepris au XIXe siècle lors de l'aménagement du passage Saint-Roch.

### Extérieur

Une façade actuelle dans la tradition du modèle dit « jésuite »
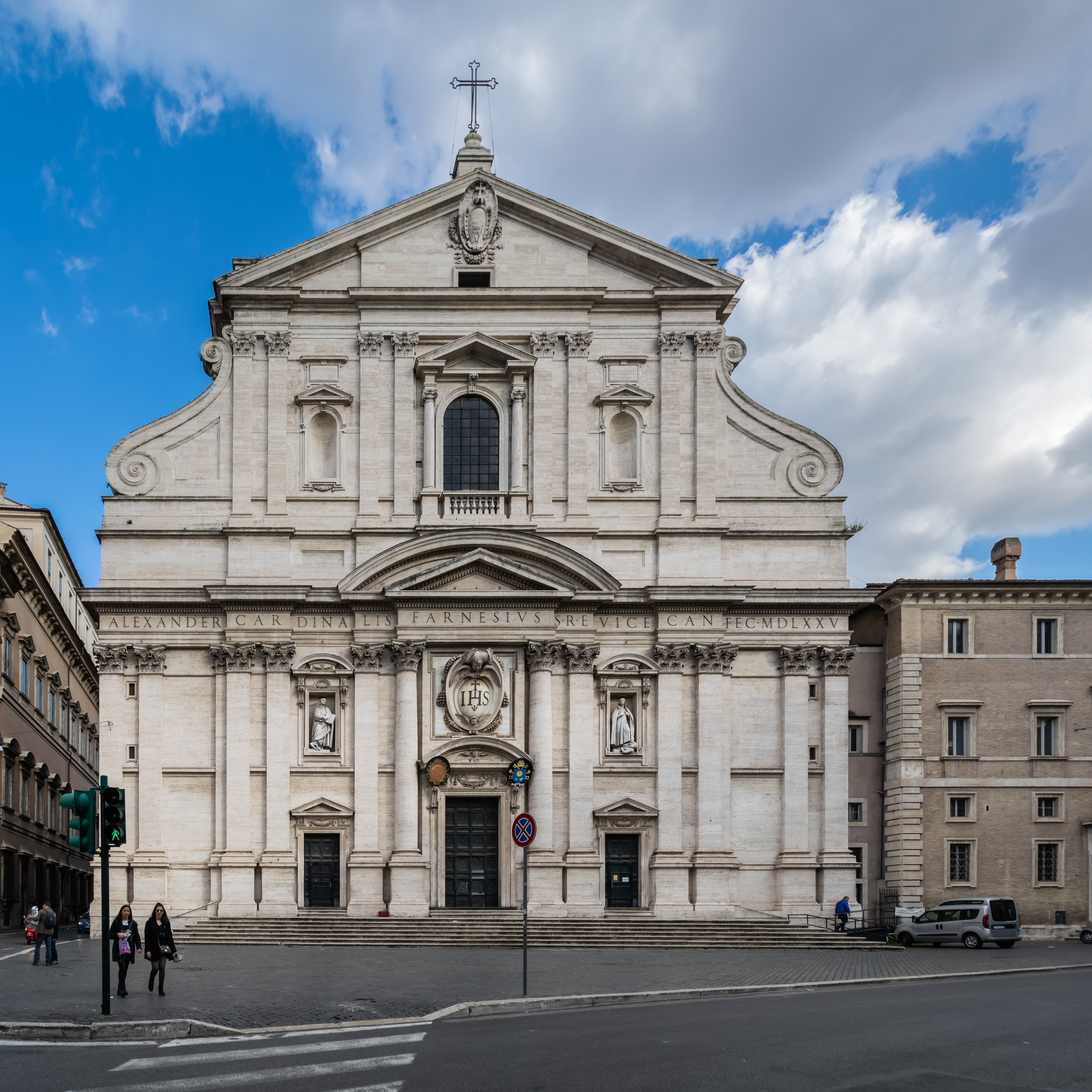
Église du Gesù à Rome (après 1584).
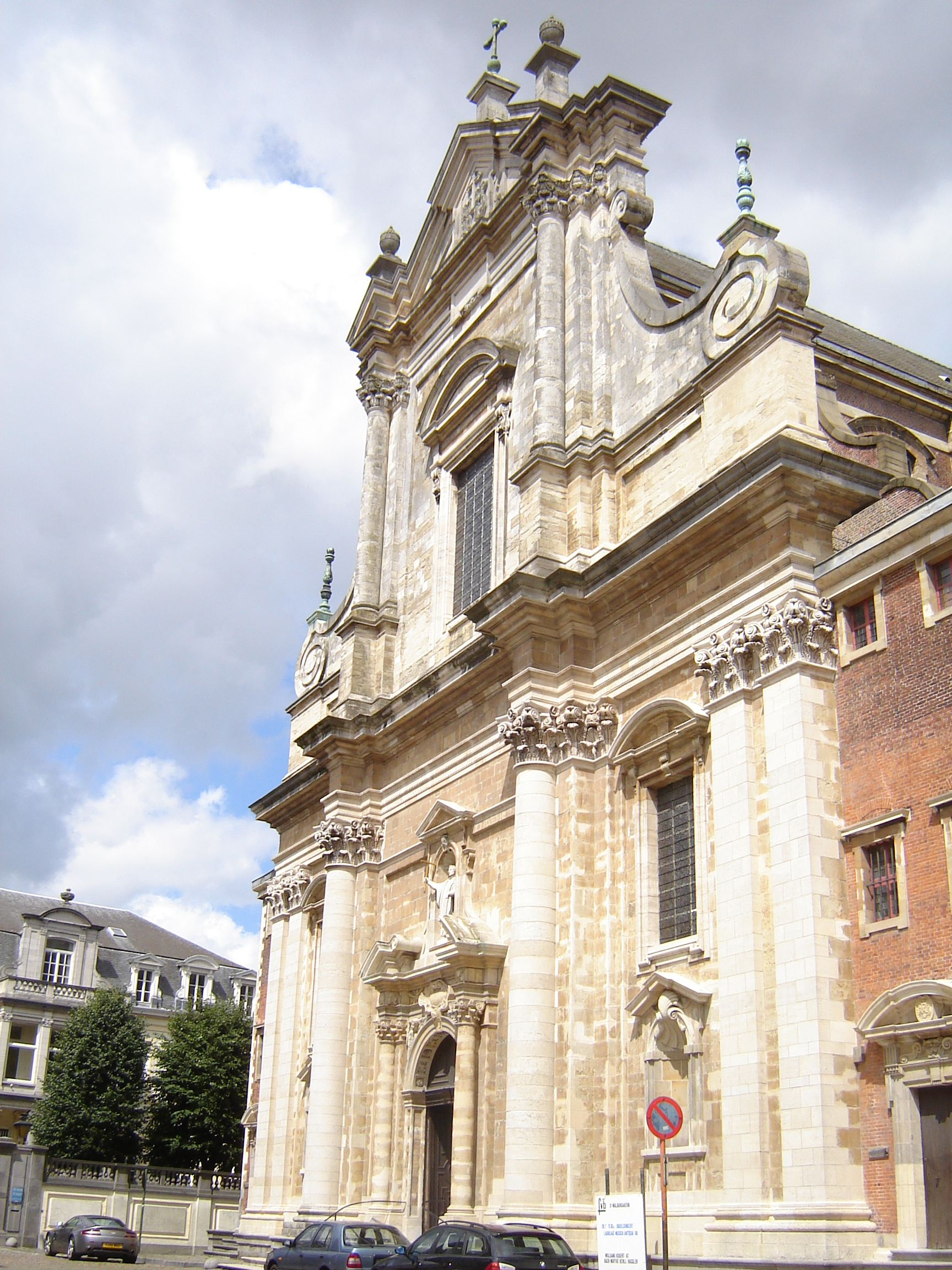
Église Sainte-Walburge de Bruges (1619-1643).
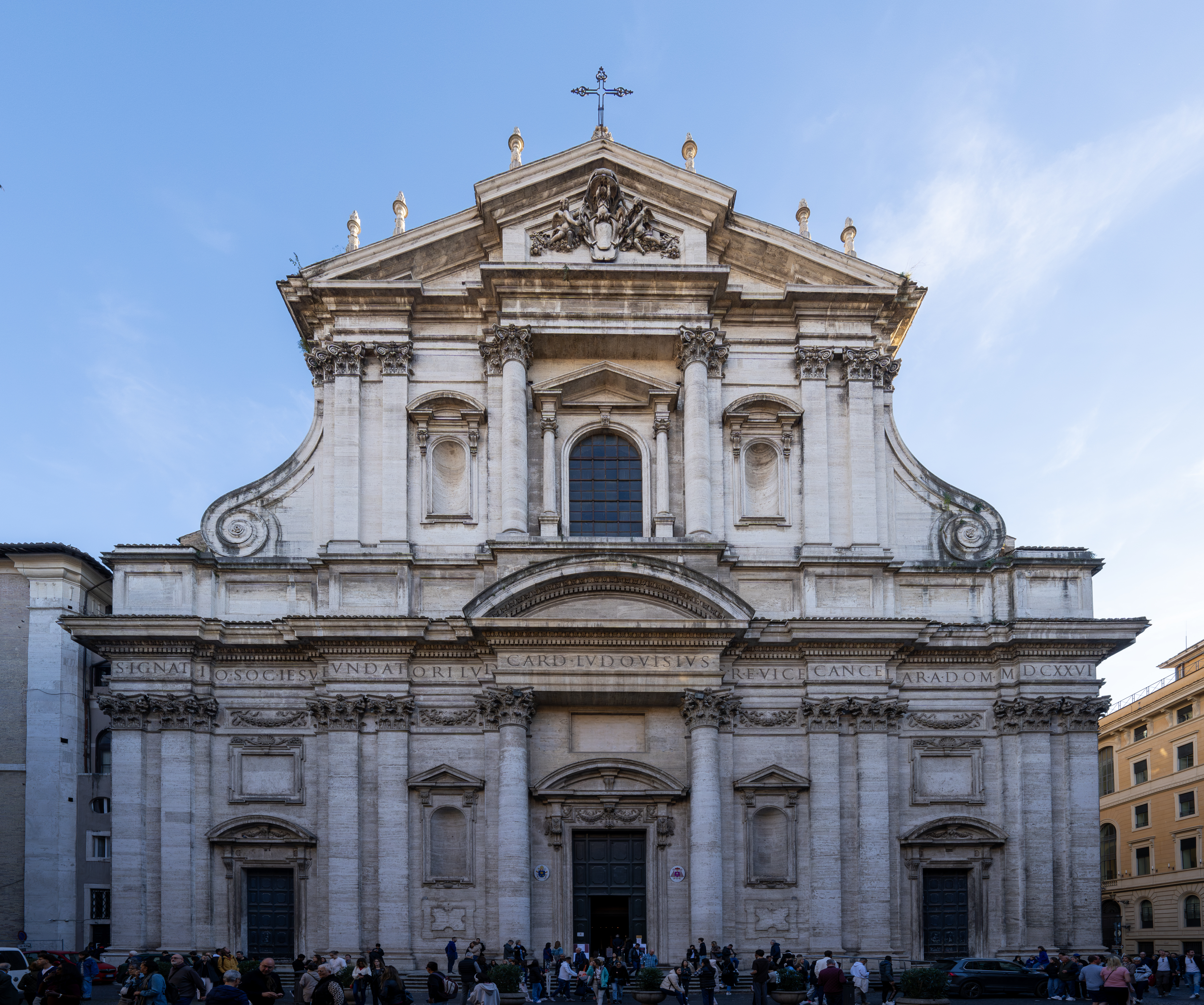
Église Saint-Ignace-de-Loyola de Rome (1626).
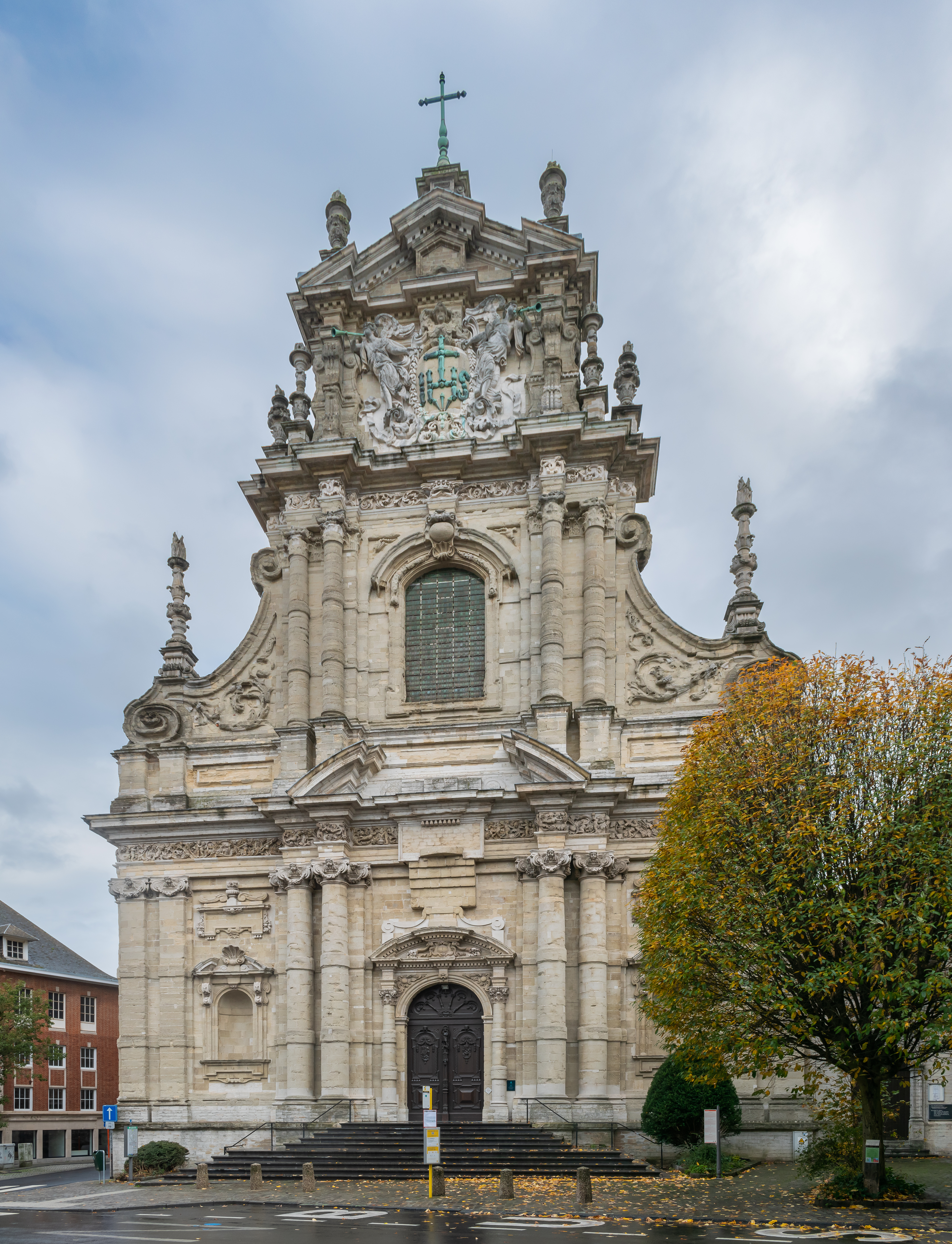
Église Saint-Michel de Louvain (1650-1666).

### Intérieur
Du sud au nord, l'édifice se déploie en une succession de chapelles dont l’effet est de manifester le divin. Cette enfilade est conçue avec des effets d’autels de plus en plus bas à chaque fois que l’on avance avec toujours la perspective de la croix au-delà de l’autel, cette croix du fond éclairée par la lumière zénithale de la Résurrection.

#### Nefs
L’église Saint-Roch est l’héritière de la chapelle royale Saint-Louis de Versailles, niveau inférieur composé de grandes arcades reposant sur de solides pilastres et voûte en berceau avec pénétration de lunettes. Les pilastres sont classiques : ordre dorique avec entablement, triglyphe et métope. Le décor de rosaces et d’entrelacs sur les doubleaux est caractéristique du début XVIIIe.
Vraisemblablement quand la voûte en berceau a été faite, la volonté a été d’unifier le tout. Sur toutes les églises paroissiales construites à cheval sur le XVIIe et le XVIIIe siècle, c’est la seule pour laquelle on a l’impression qu’elle a été construite d’un seul trait, Jules Hardouin-Mansart cherchant à continuer le travail de Lemercier. Pour autant, Jules Hardouin Mansart a fait rehausser le voûtement prévu par Lemercier. 

Nefs
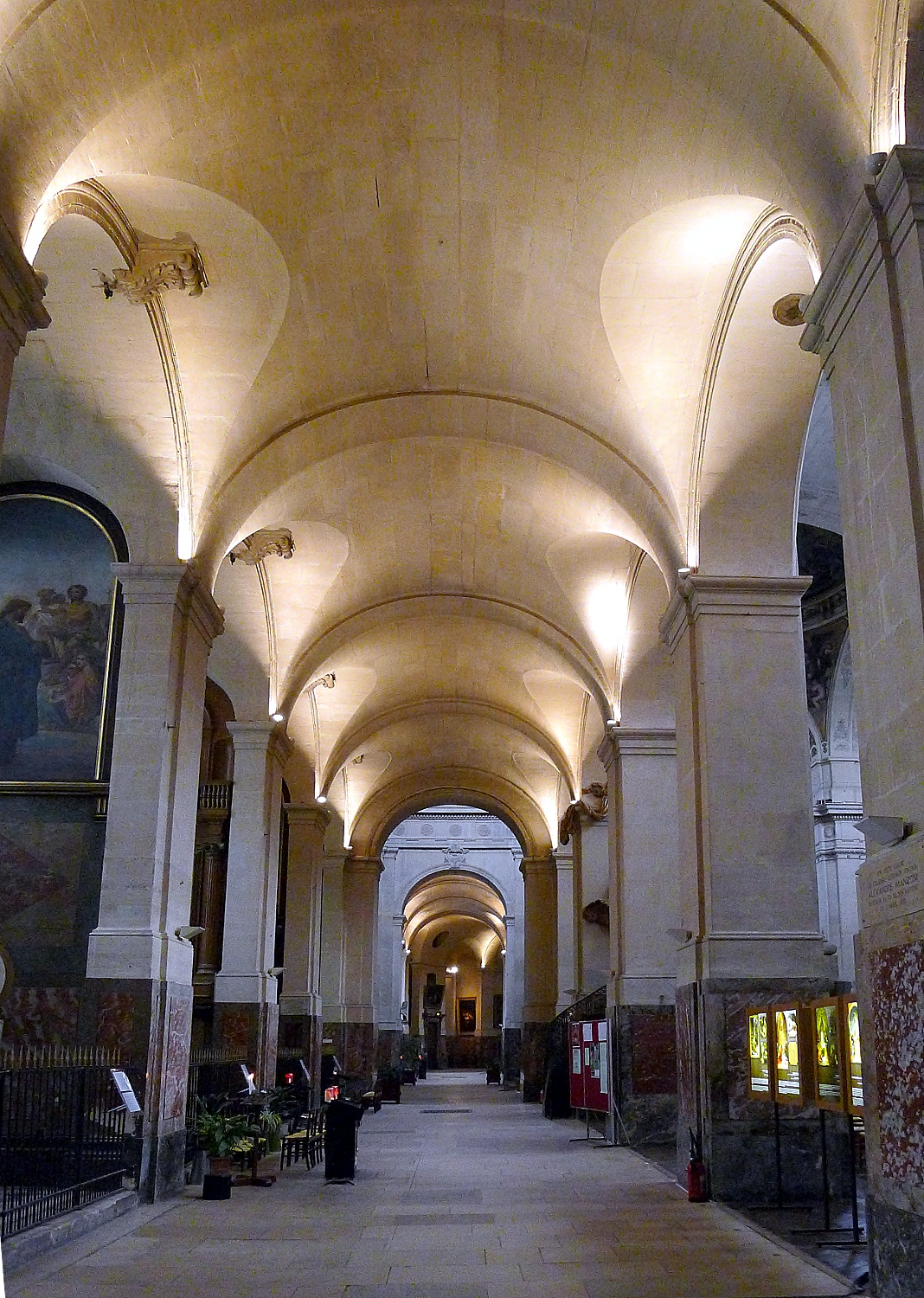
Collatéral nord.
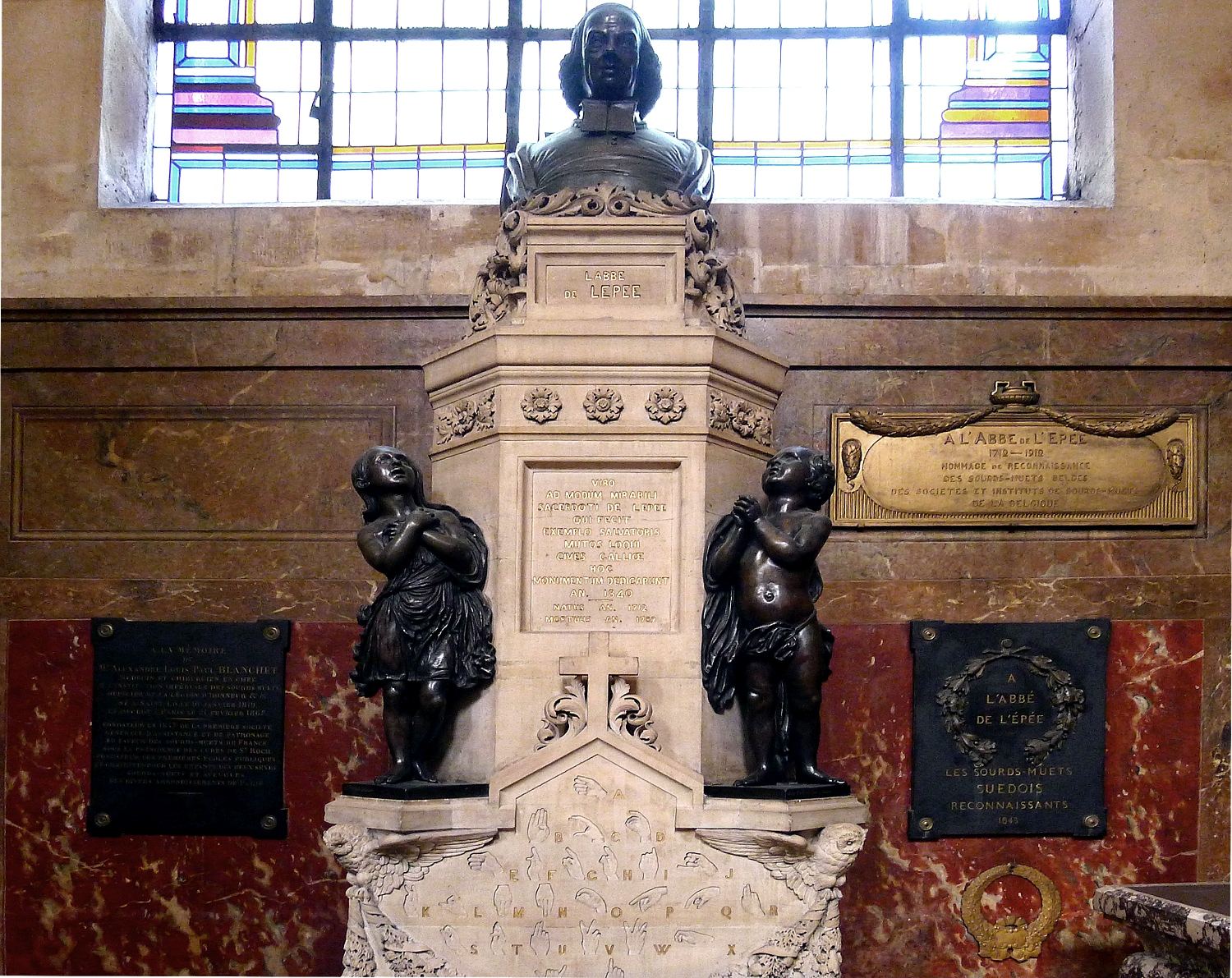
Cénotaphe de l'abbé de l'Épée (collatéral nord).
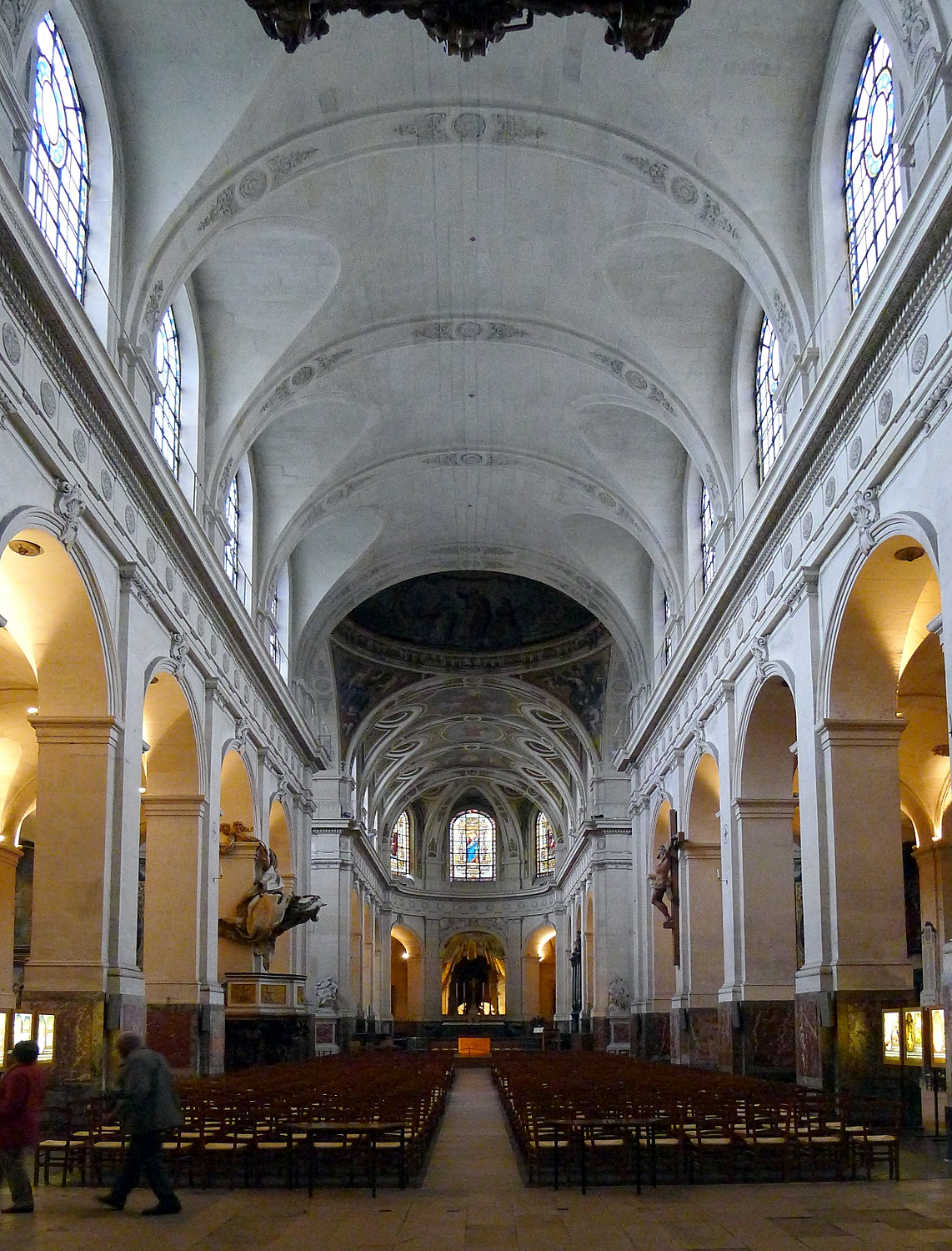
Nef centrale.
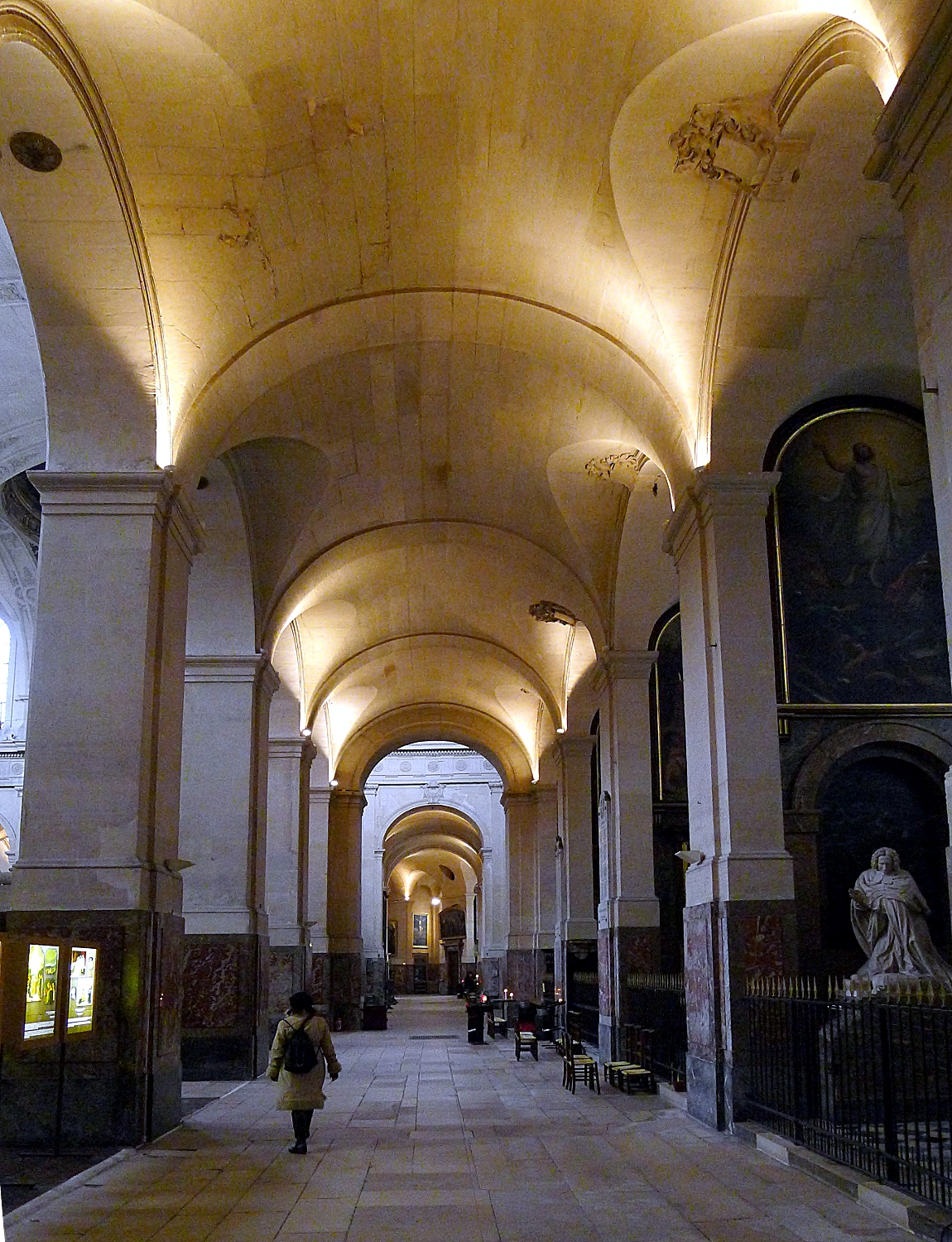
Collatéral sud.

Simon Challe réalise la chaire de Saint-Roch entre 1752 et 1758. Cette œuvre baroque n’a conservé intact que l’abat-voix, immense draperie tournoyante, soulevée par la Vérité tenant une trompette et soulevant le voile de l’Erreur. Les cariatides, représentant les quatre vertus cardinales, qui soutiennent la cuve sont plus récentes : elles ne datent que de 1942 et sont de Gabriel Rispal. Elles remplacent quatre statues d'évangélistes en plâtre conçues avant 1814 par Guillaume Boichot. En revanche, la base Palissy les attribue à Constant Delaperche (auteur, en 1823, des bas-reliefs en bois doré) et l'ensemble est classé au titre objet le 20 février 1905. Il apparaît toutefois que le groupe sculpté classé ne corresponde plus à celui visible de nos jours montré dans le cliché ci-dessous.

Chaire
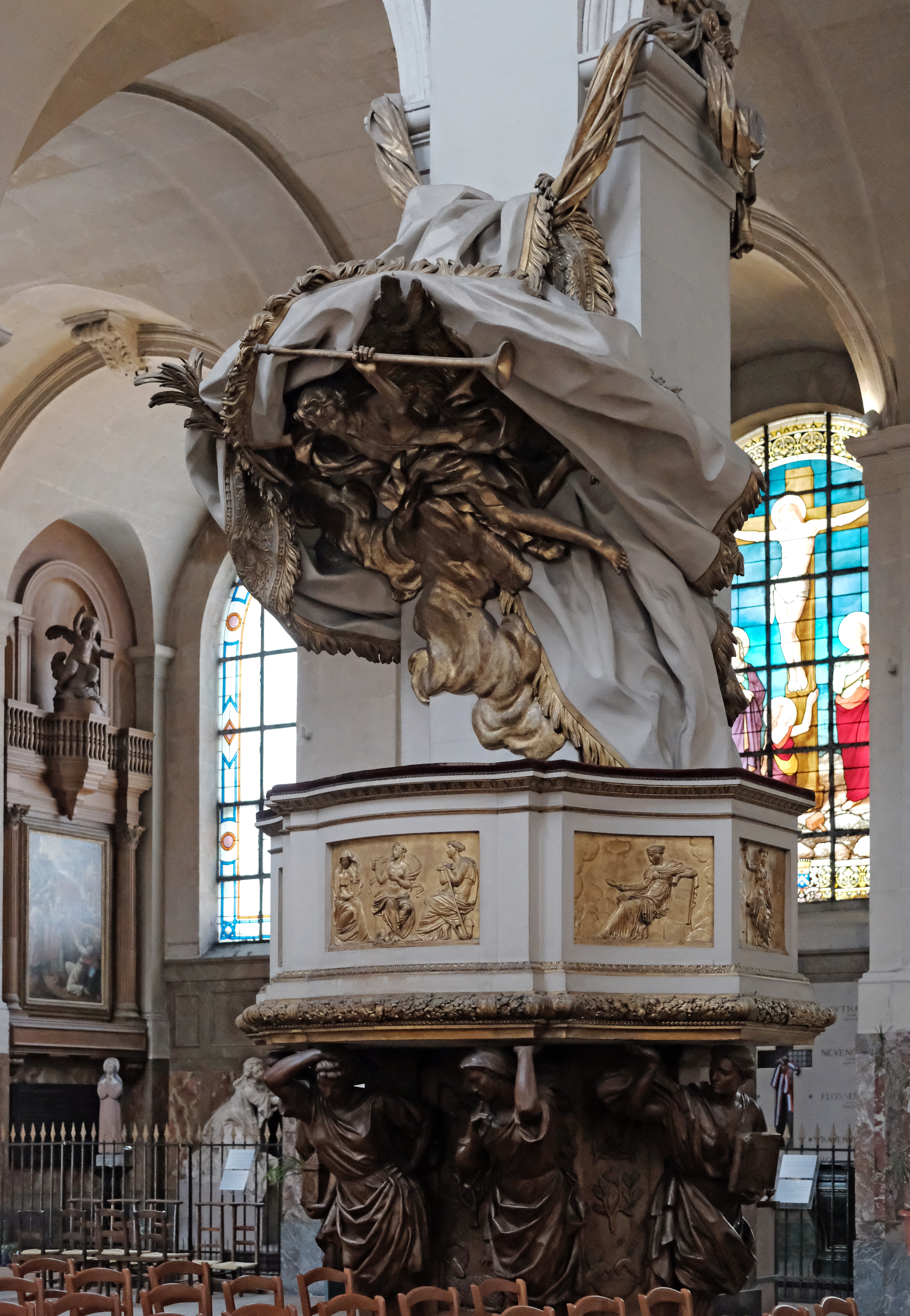
Vue générale.
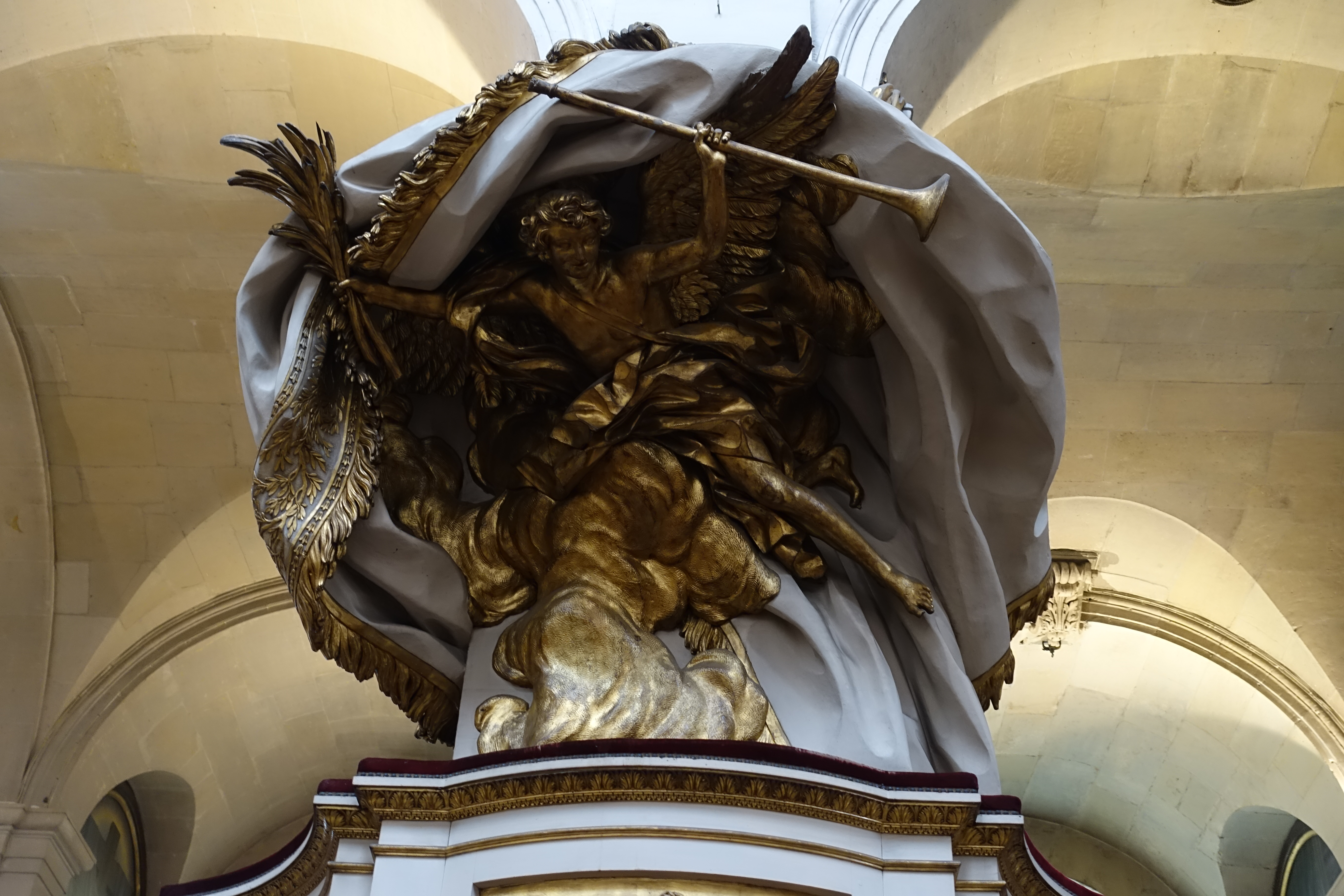
Abat-voix.
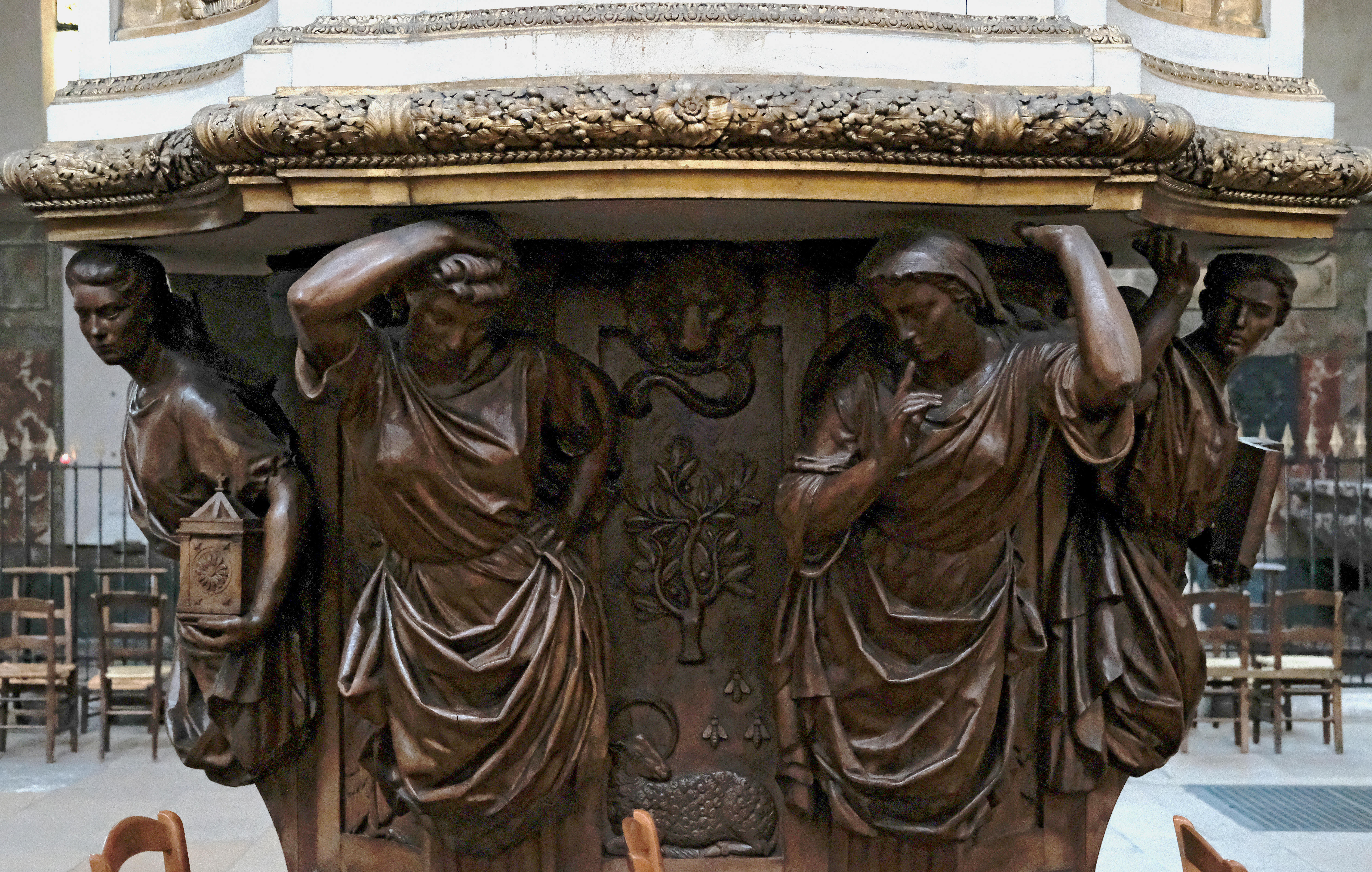
Détail base.
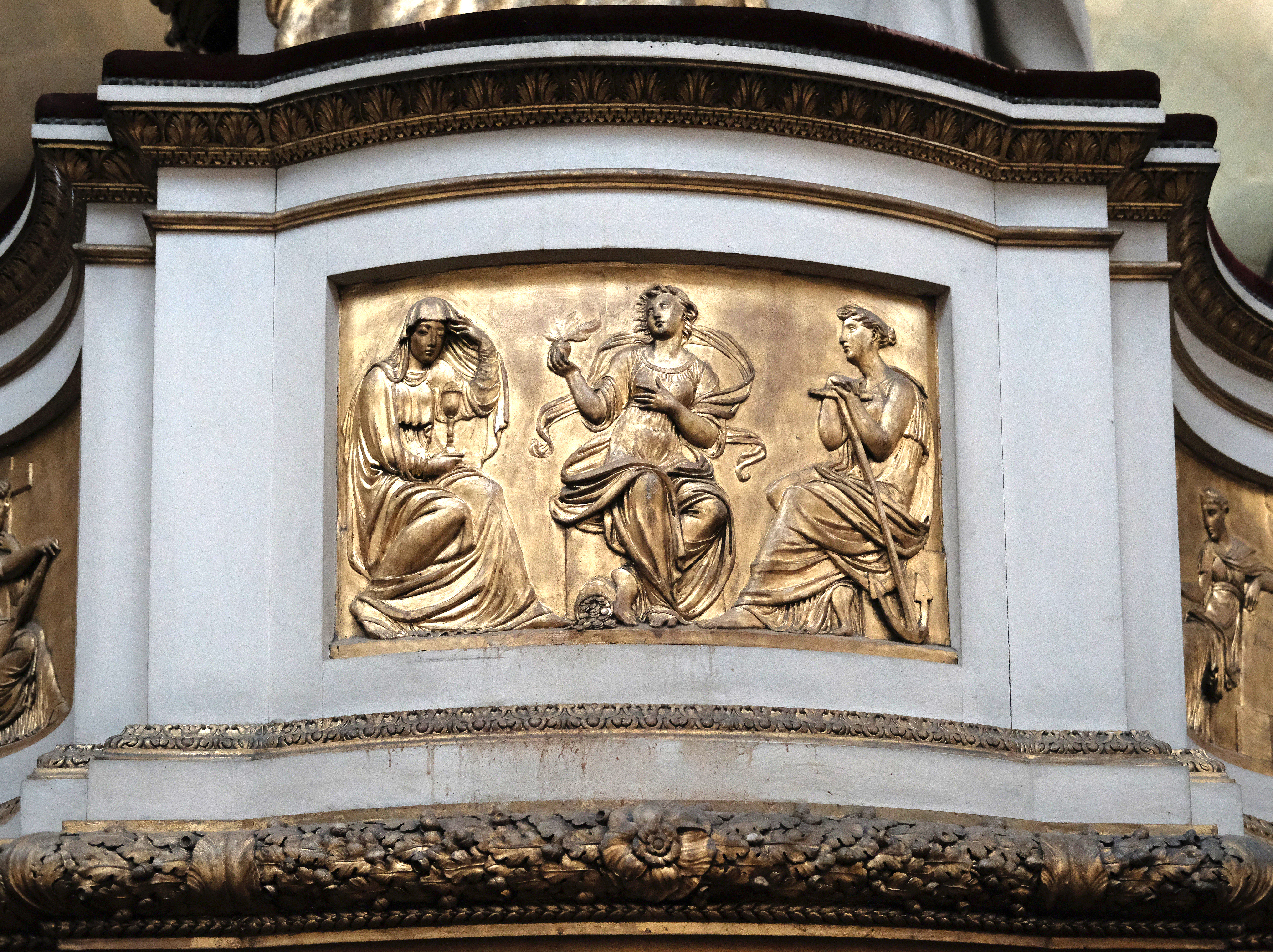
Panneau.

#### Chapelle des Fonts baptismaux
Les deux peintures murales de 1853 sont de Théodore Chassériau (1819-1856).
À gauche, saint Philippe, l’un des premiers diacres de la communauté chrétienne, baptise par immersion le ministre de la reine d’Éthiopie qui lui a demandé le baptême.
À droite, saint François-Xavier (1506-1552), missionnaire jésuite, baptise par aspersion ceux qu’il a conduits à Jésus-Christ en Inde et au Japon. Il fut l’un des premiers compagnons de saint Ignace de Loyola en 1534, à Montmartre.

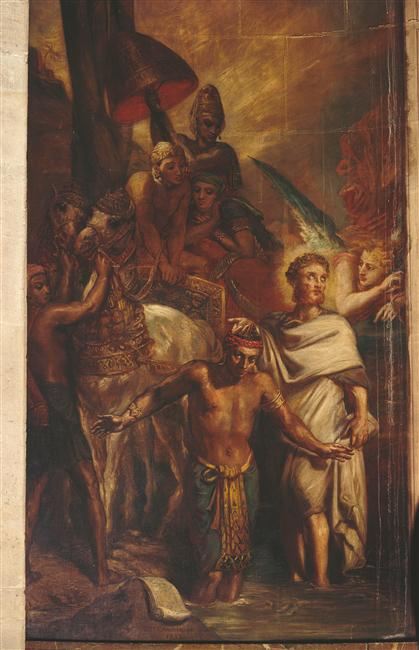
Saint Philippe baptisant l'eunuque de la reine d'Éthiopie par Théodore Chassériau (1853).
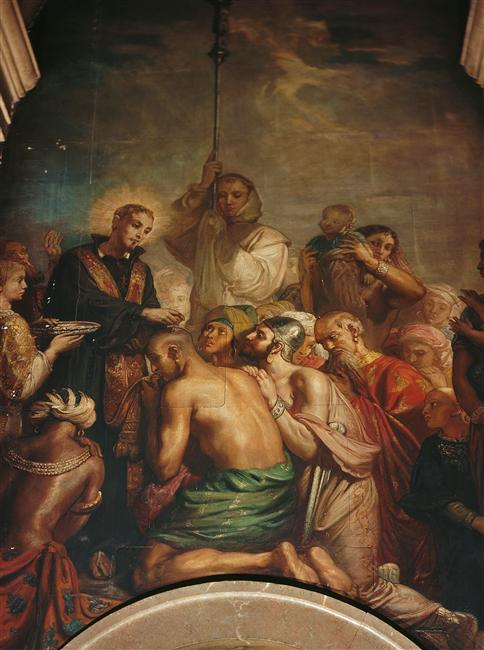
Saint François Xavier baptise les indiens, Théodore Chassériau (1853).
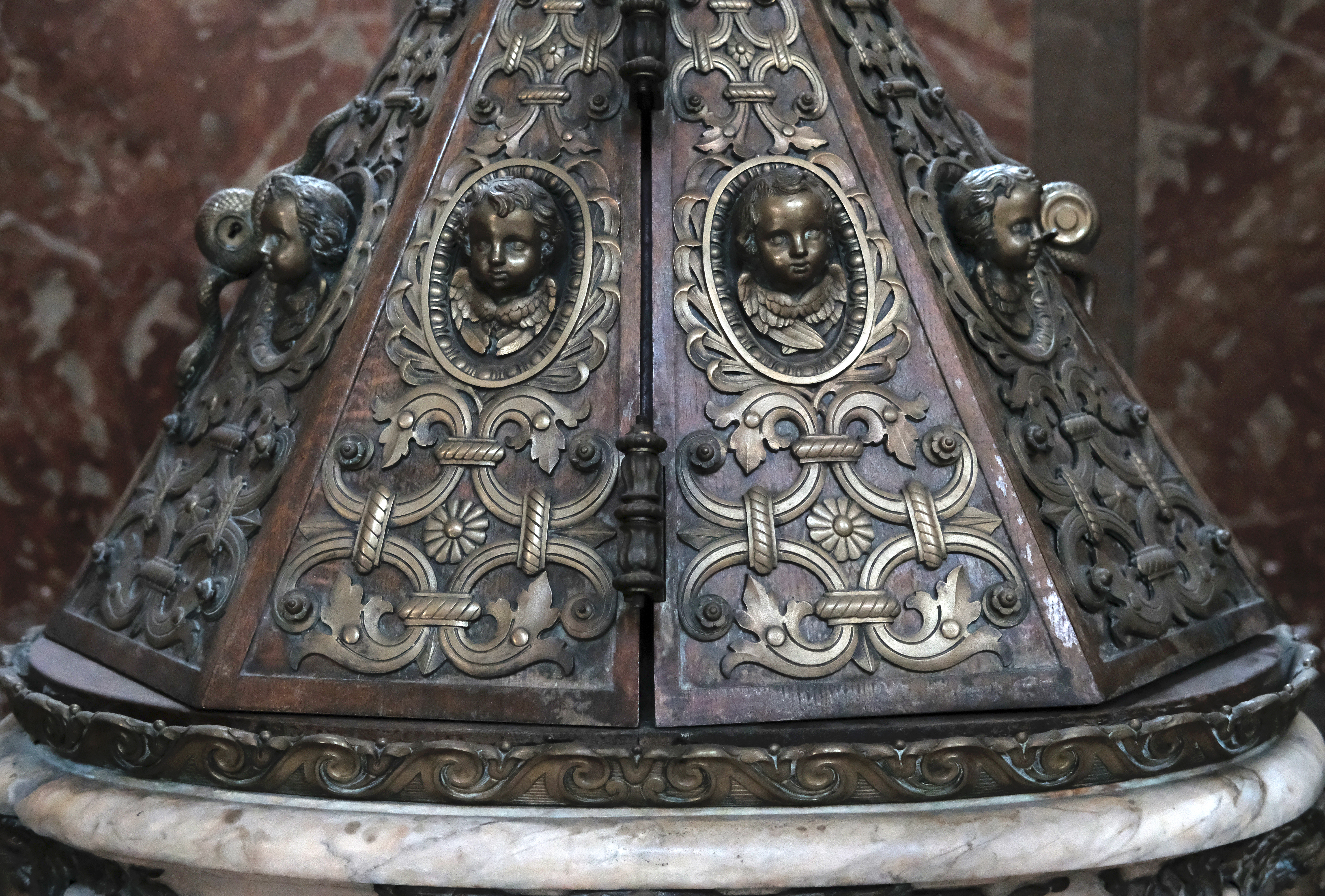
Décoration de la cuve baptismale ; le dessus de la cuve est en métal, enrichie de têtes d'angelots.

#### Chapelle Saint-Jean-Baptiste
Cette chapelle possède une sculpture en marbre, « Le baptême de Jésus », œuvre  de Jean-Baptiste I Lemoyne (1681-1731) et de son neveu Jean-Baptiste II Lemoyne. Ce groupe provient de l'ancienne église Saint-Jean-en-Grève, détruite entre 1797 et 1800, et fut donné à l'église sous la Restauration.

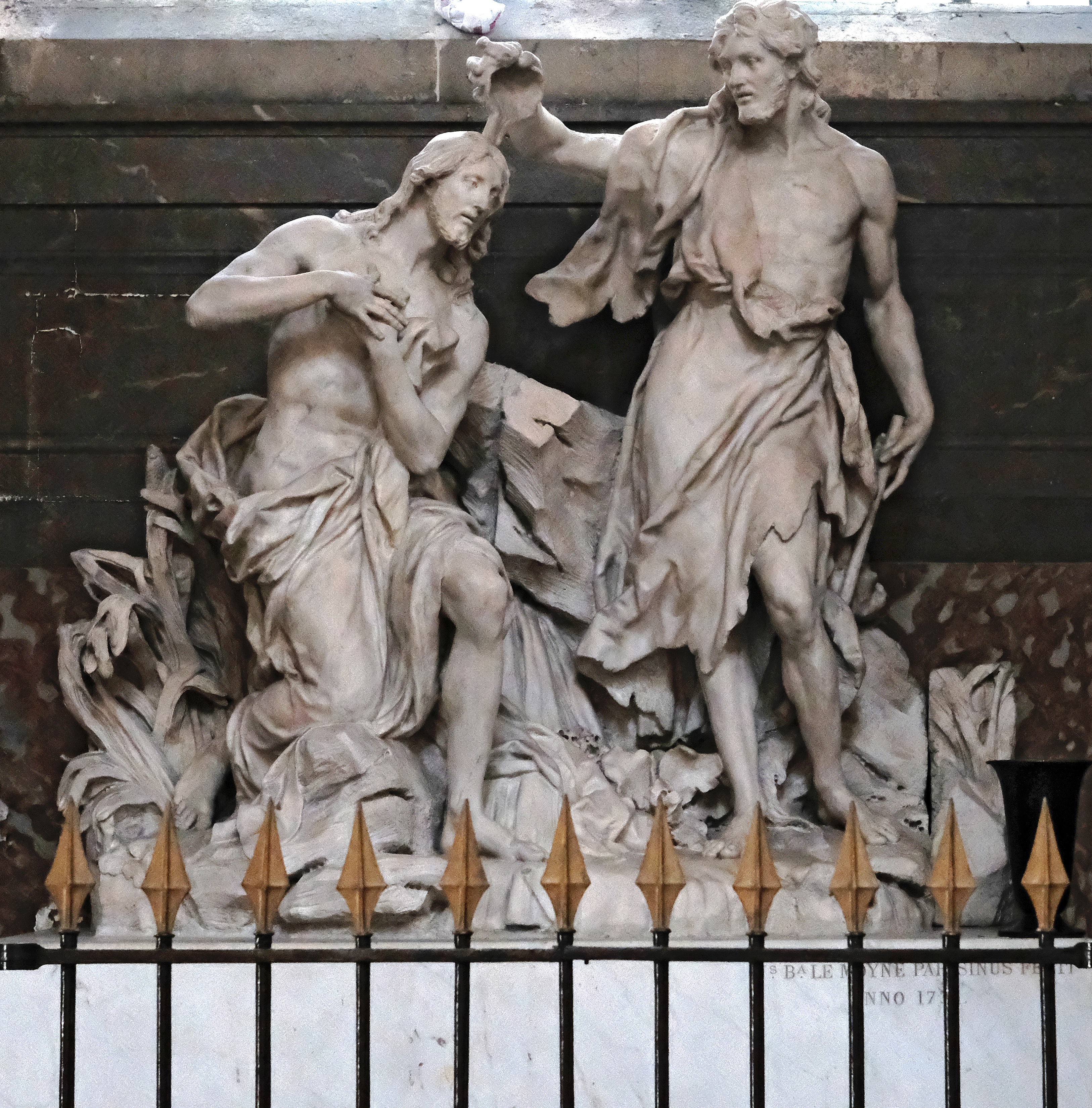

##### Chapelle Saint Nicolas
Buste de Pierre Mignard par Martin Desjardins, une copie adaptée au monument funéraire du buste offert à l’Académie se trouvant au Louvre.
Jean Baptiste II Lemoyne a sculpté la fille de Pierre Mignard, la comtesse de Feuquières en orante au pied de son père pour le tombeau des Jacobins, 1744.

###### Chapelle de la Compassion
Pietà de Frederic Bogino, 1856.
1859, Sébastien Cornu, La Vierge des douleurs et Jésus est descendu de la Croix par Joseph d’Arimathie.
Le « mur de la déportation » a été inauguré en 1949 par Geneviève de Gaulle-Anthonioz et le chancelier Konrad Adenauer. De la terre et des cendres ont été rapportés des camps et placés derrière chaque plaque. Plaque murale de l'abbé Louis Courcel, prêtre à Saint-Roch du « Réseau Bourgogne », qui sauva des aviateurs américains et anglais, mort en déportation en mars 1945 à Nordhausen.

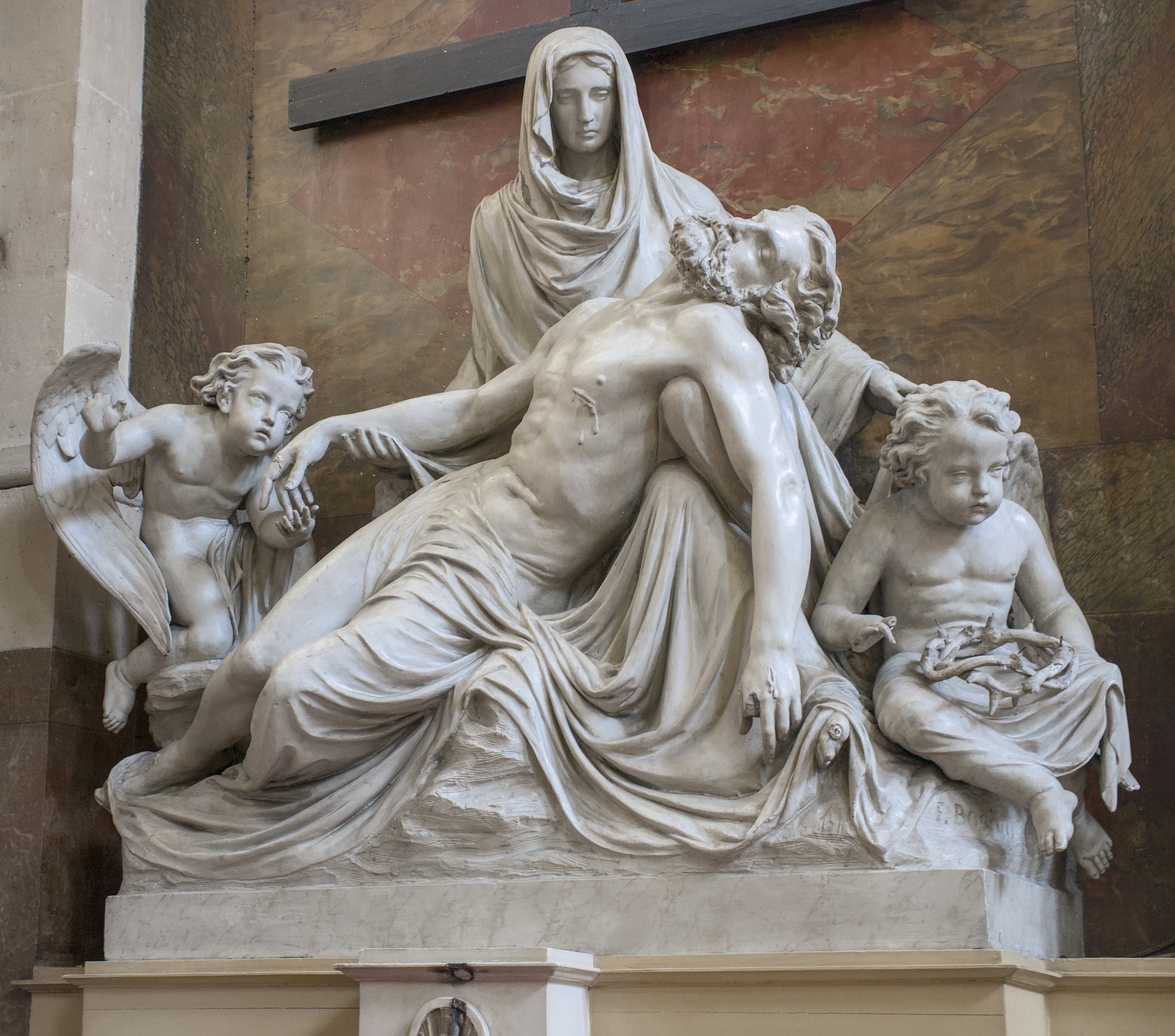
Pietà de Frédéric Bogino.

###### Chapelle Sainte-Suzanne, du nom de la première chapelle
Pierre Herbstoffer, 1857, Sainte Suzanne au milieu des païens.
Sébastien Norblin, 1857, L’empereur Maximilien recule devant l’ange qui protège sainte Suzanne et la mort de sainte Suzanne.
Monument de l’abbé de l'Epée réalisé sur un dessin de Lassus par Auguste Préault. Sont représentés les deux enfants avec lesquels l’abbé de l'Épée a mis au point la langue des signes. Dans un cartouche gravé en creux par Pyanet se trouvent les 24 signes de l’alphabet sourds-muets avec la lettre correspondante.
Il reste de l'ancienne chapelle familiale trois petits vitraux de Guillaume Le Vieil peints à l'émail : l’éducation de la Vierge par Sainte Anne et Tobie et l’ange. La date de 1710 au milieu de panneaux de verre blanc donne une idée de l'ancienneté des vitraux de l'église, ces verrières blanches transparentes à bordure décorative du XVIIIe qui sont les verrières d'origine.

#### Transept

Déambulatoire et transept
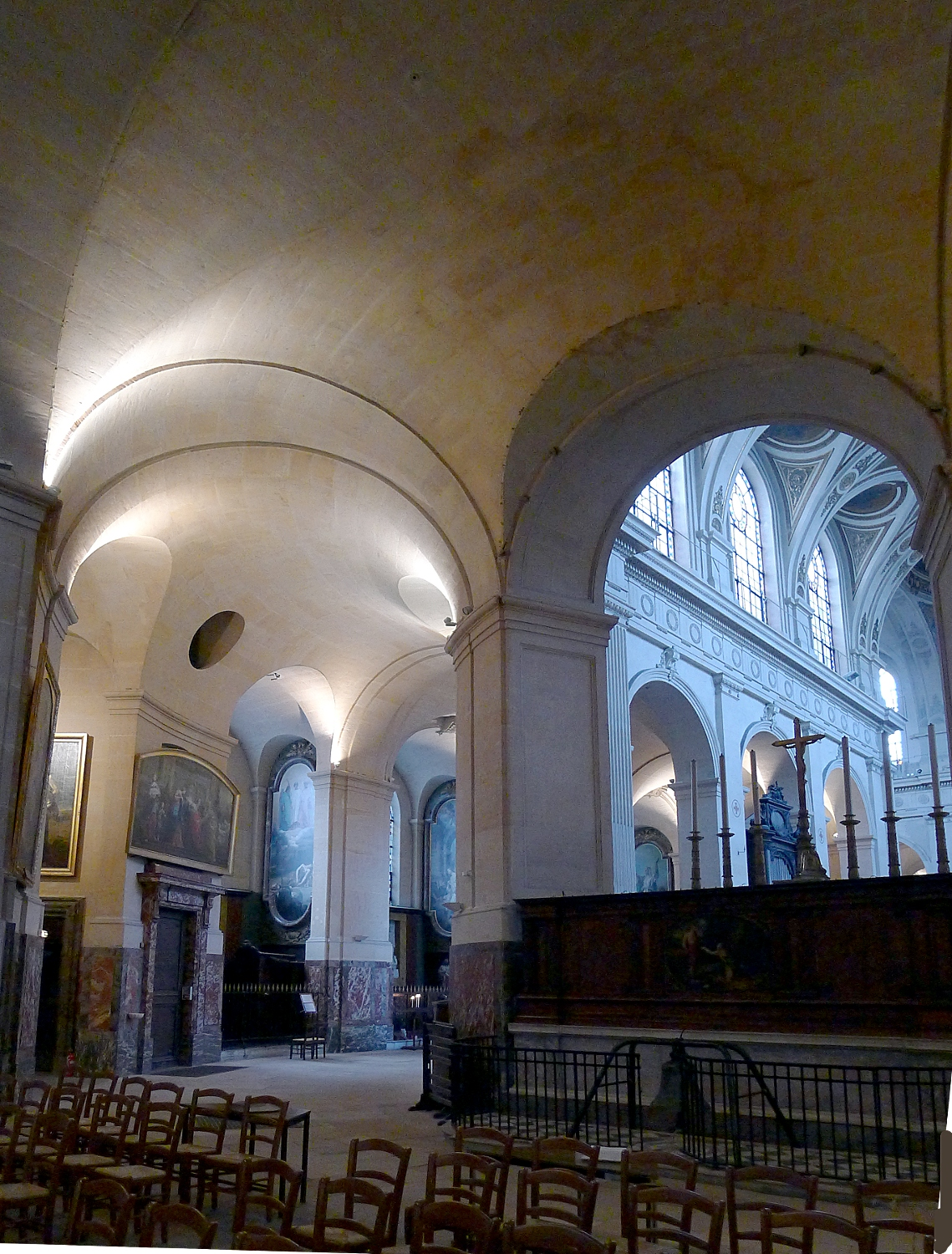
Déambulatoire entre le chœur et la chapelle de la Vierge.
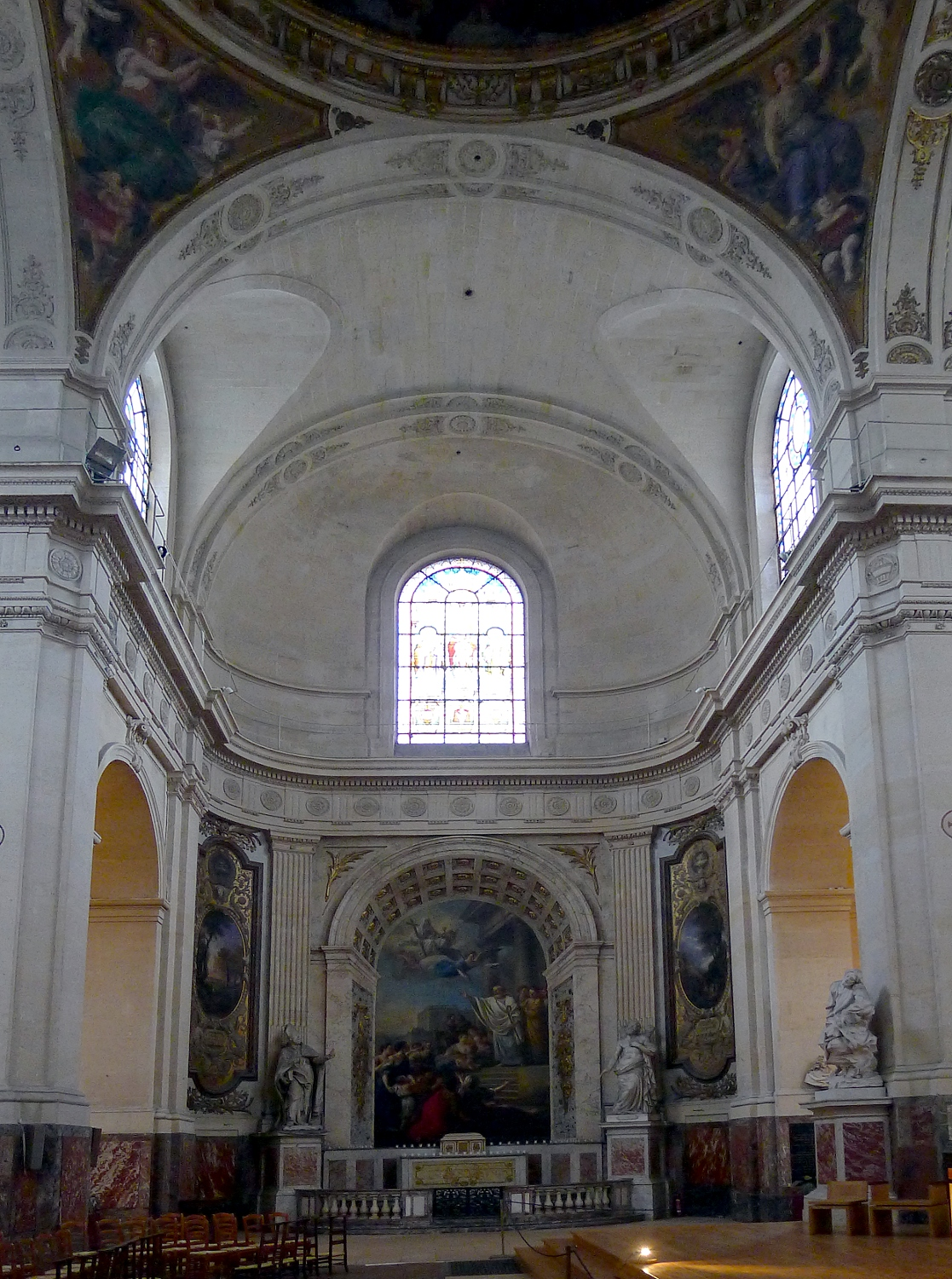
Transept, aile ouest.
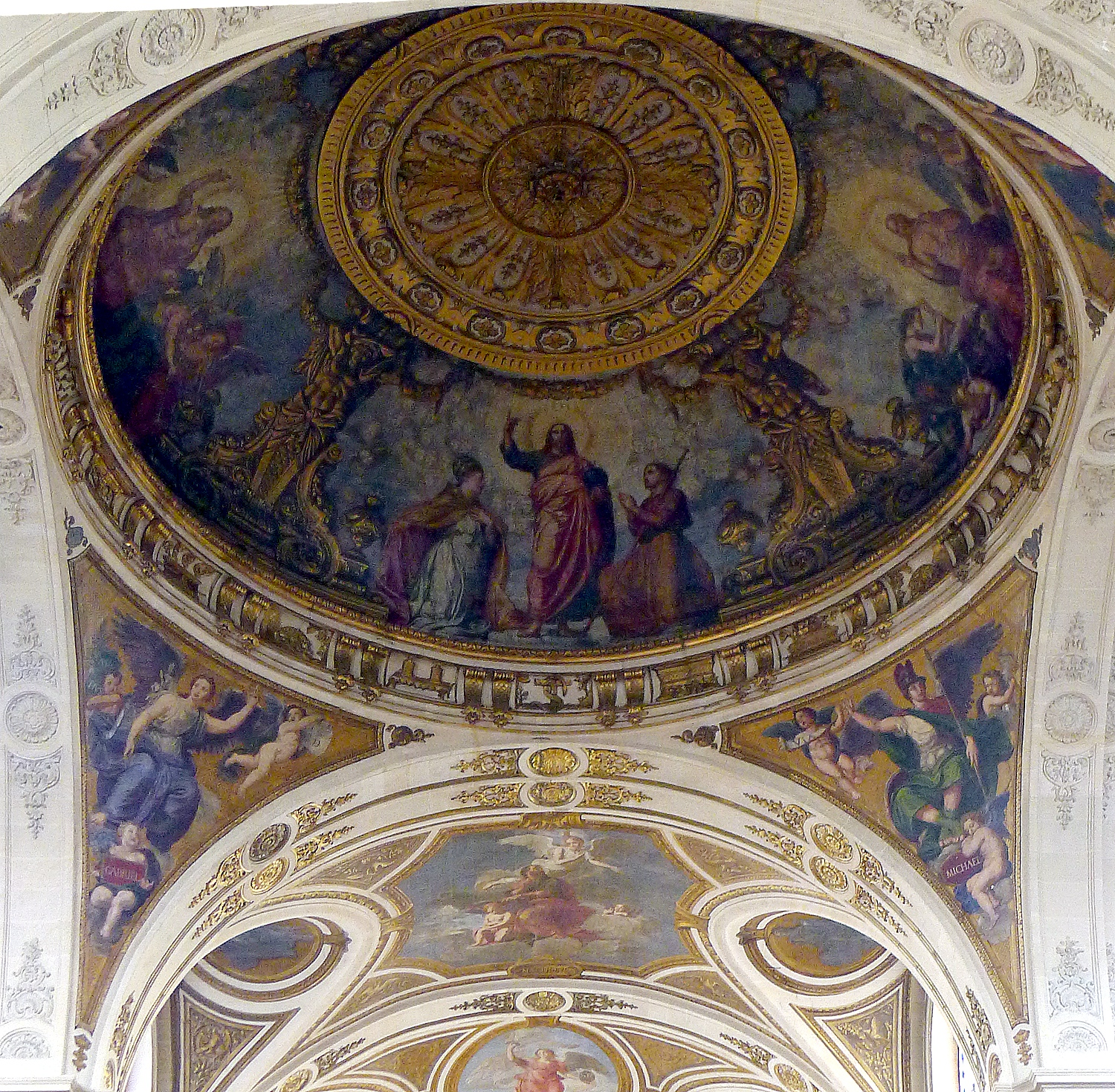
Transept, coupole centrale.
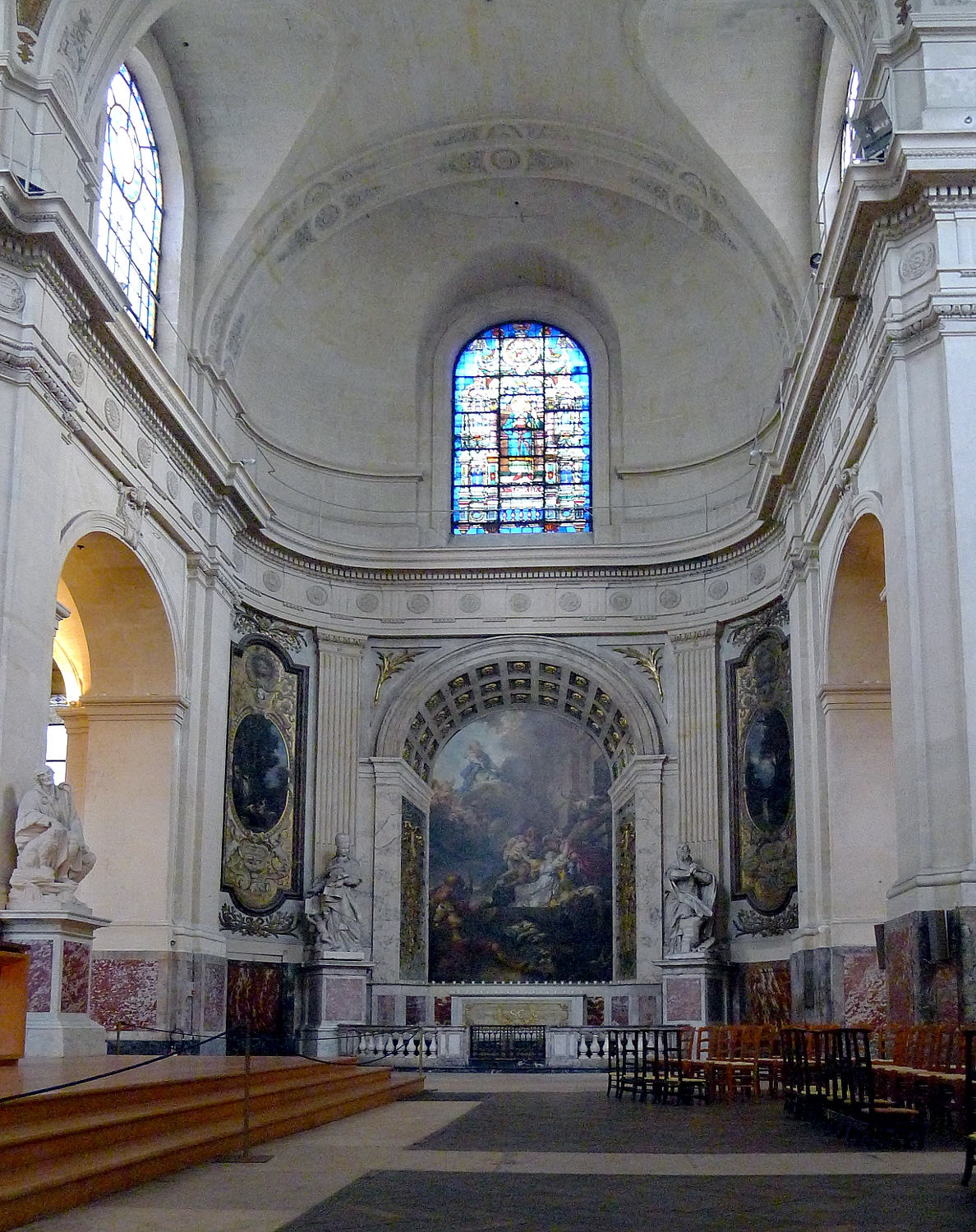
Transept, aile est.

#### Chœur
De nombreuses personnes ont été inhumées dans cette église, notamment au XVIIIe siècle. Le clergé avait son caveau sous le chœur avec une entrée protégée par une dalle de marbre noir. Cette dalle, toujours visible, comporte une inscription funéraire ainsi que divers sigles à caractère apotropaïque : tête de mort, torches inversées, etc.. Parmi les personnes civiles inhumées ici, figurent les sculpteurs François et Michel Anguier, le poète Pierre Corneille, l'architecte de jardins André Le Nôtre, l'amiral René Duguay-Trouin, Diderot, l'abbé de l'Épée…
La statue de saint Roch (1946) qui se trouve dans le chœur est une œuvre du sculpteur Louis-Aimé Lejeune.

Chœur
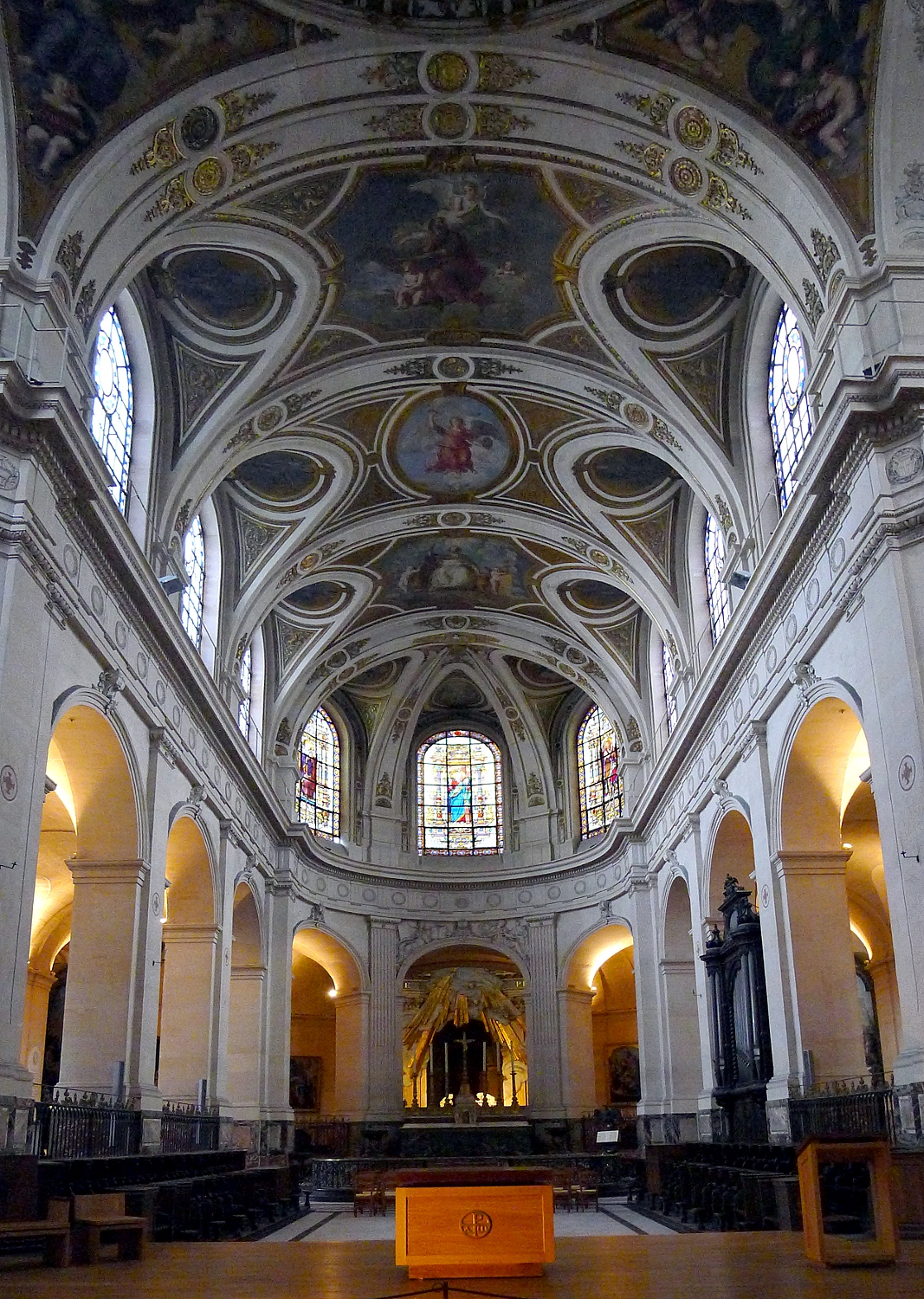
Vue générale du chœur.
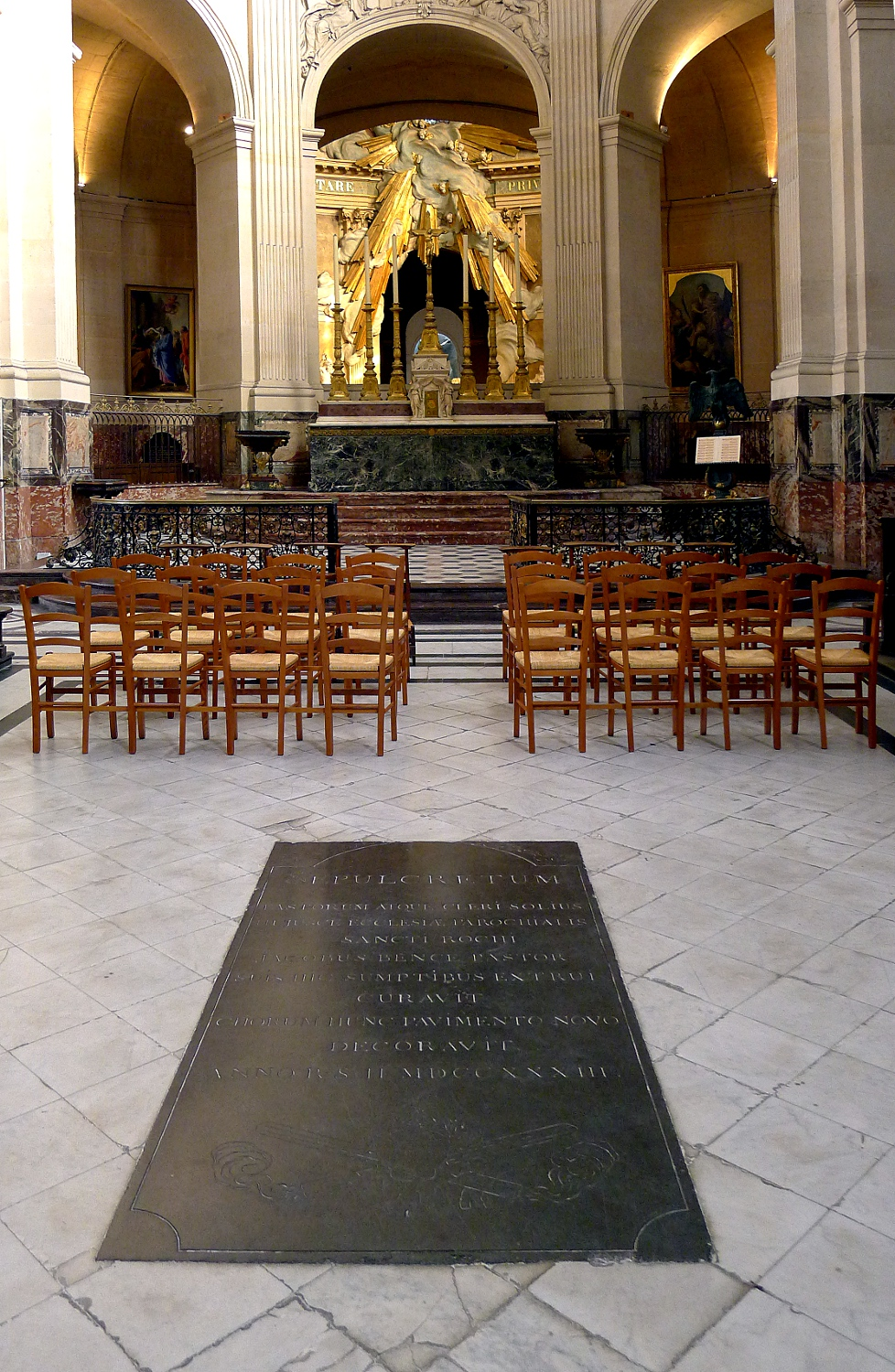
Dalle du caveau du clergé.
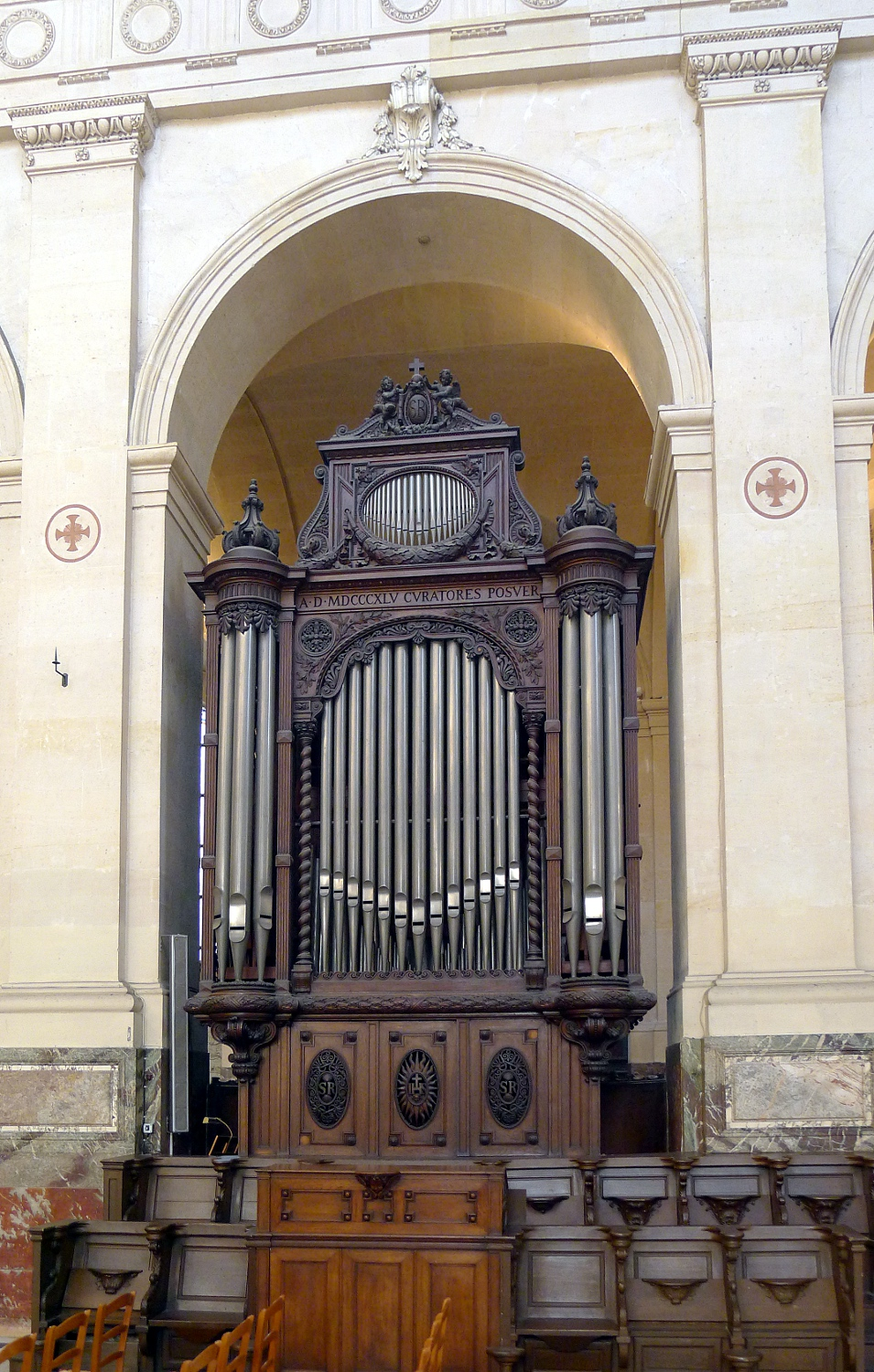
Orgue du chœur.
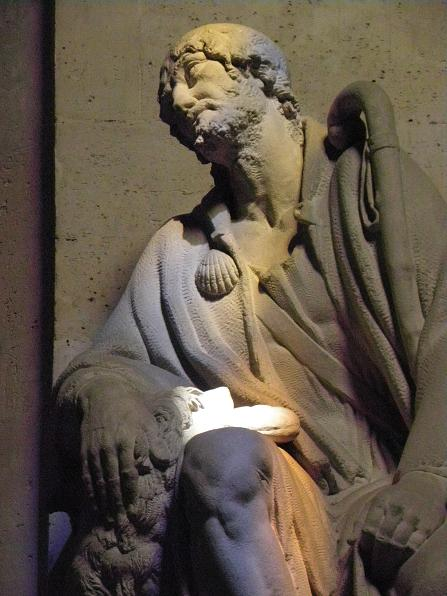
Louis-Aimé Lejeune, statue de Saint Roch, 1946.

### Chapelles latérales Est

#### Chapelle des Saints Apôtres
De Henri-Pierre Picou, 1850, La Prédication de l’apôtre Paul. À la voussure, La remise des clefs à Saint Pierre et à gauche, Quo Vadis surmonté d’une remise des clefs.

#### Chapelle des âmes du purgatoire
Louis Boulanger, Les âmes dans le purgatoire et la joie des âmes délivrées.
Dans la boiserie, petites peintures sur verre d'Auguste Charpentier, 1833-1834, L’extrême onction et l’inhumation encadrées des vertus cardinales : Justice, Force, Tempérance, Prudence. Au fond, La Foi encadrée par l’Espérance et la Charité.

#### Chapelle saint Etienne
Louis Roux, 1853, La prédication de saint Étienne et Le martyre de saint Étienne.
Toile sur fond d’or de Théophile Gide, 1856, Saint Étienne guérissant les infirmes.
Monument de Charles de Créquy de Pierre Mazeline et Simon Hurtelle, d’après un dessin de Charles Le Brun. Le gouverneur de Paris qui porte les colliers du Saint-Esprit et de Saint-Michel est soutenu par la ville de Paris.

##### Chapelle de la deuxième travée
Le cardinal Dubois par Guillaume Coustou I, 1725. Chef-d'œuvre du portrait avec les rides de l’âge, le jupon de dentelle, la pelisse d’hermine au poil tendu, les boucles de cheveux. De face la dévotion, de profil, un léger sourire qui marque l'ambiguïté de l'homme le plus intelligent de son temps avec la triple Alliance, cet embryon d’une Europe pacifique, en même temps que l'amant de Madame de Tencin qui tient salon rue Saint-Honoré.
Pierre Louis Moreau de Maupertuis de d’Huez. Ange des douleurs grandeur nature dans la veine rocaille. L'angelot qui pose sa main sur la terre témoigne de son expédition en Laponie, qui a permis de démontrer que la terre est aplatie au pôle et non pointue comme une courge.

#### Chapelle de la première travée
Cénotaphe d’Henri de Lorraine et de son fils par Nicolas Renard, 1695. Le vieillard barbu représente le temps qui tient un livre avec des extraits de la sagesse et de L’Ecclésiaste et regarde vers l’immortalité prête à s’envoler.
François de Créquy, militaire gouverneur de Lorraine, de Coysevox (peut-être de Nicolas Coustou).
Le maréchal d’Asfeld par Jacques Charles Martin, 1754.
Deux peintures de Jules Quantin, 1853, Le départ du fils prodigue et son retour.

#### Déambulatoire
Une chapelle dédiée au bienheureux Charles Ier d'Autriche a été inaugurée en avril 2023. Elle est localisée dans le bas-côté gauche de la nef, à proximité du chœur. Au-dessus d'un autel latéral préexistant a été installé un panneau scindé en trois parties : à droite figure un portrait de Charles Ier d’Autriche, au centre un Christ en croix ainsi que les blasons de la famille impériale d'Autriche, tandis que celui de gauche reste actuellement vide. Il pourrait accueillir le portrait de Zita, l'épouse de Charles. Le procès de béatification de celle-ci a débuté en 2009 mais son avancement ne permet pas encore d'autoriser publiquement son culte « sur les autels », selon l'expression consacrée.

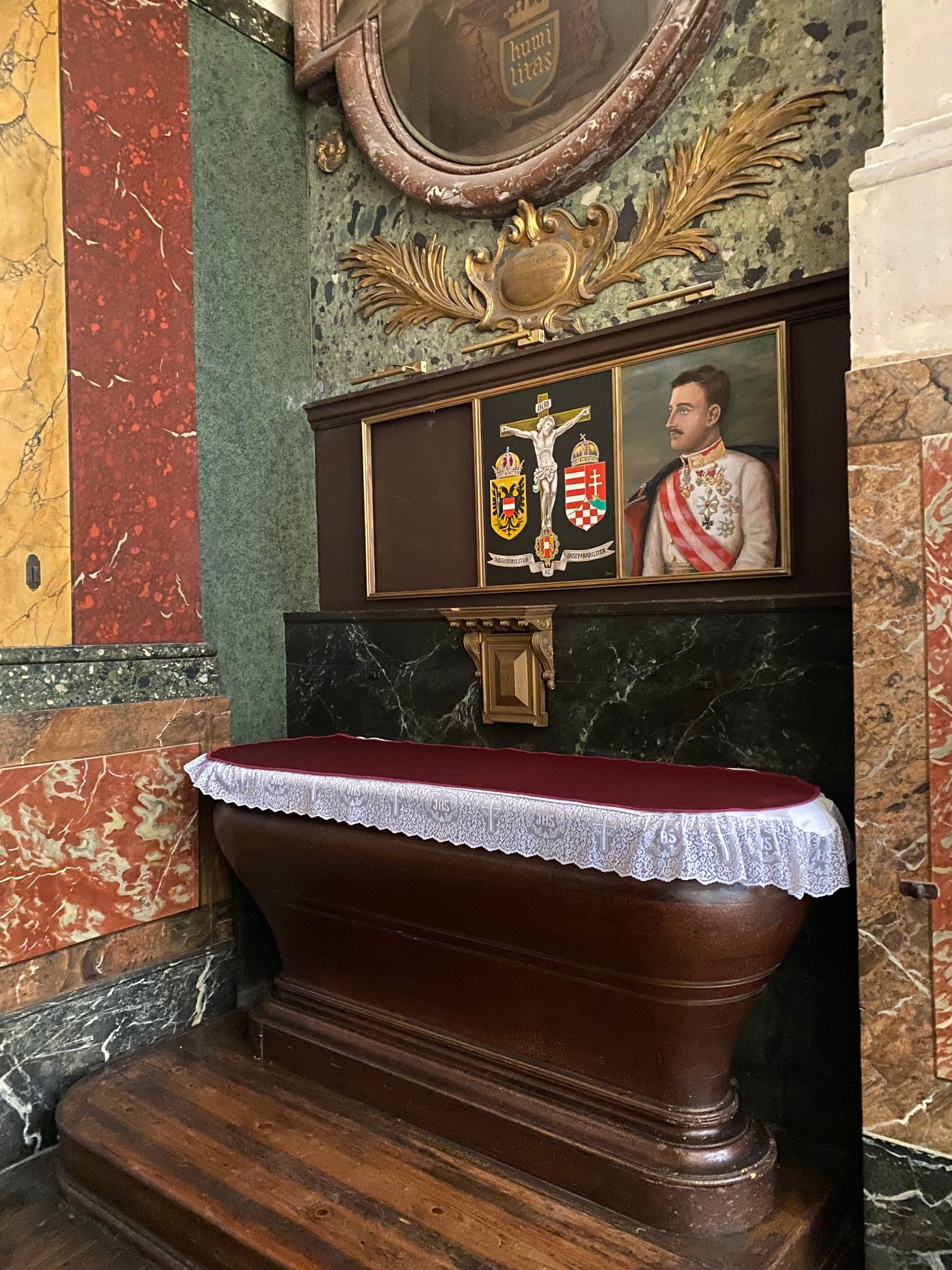
Chapelle dédiée au bienheureux Charles Ier d'Autriche.

#### Chapelle de la Vierge

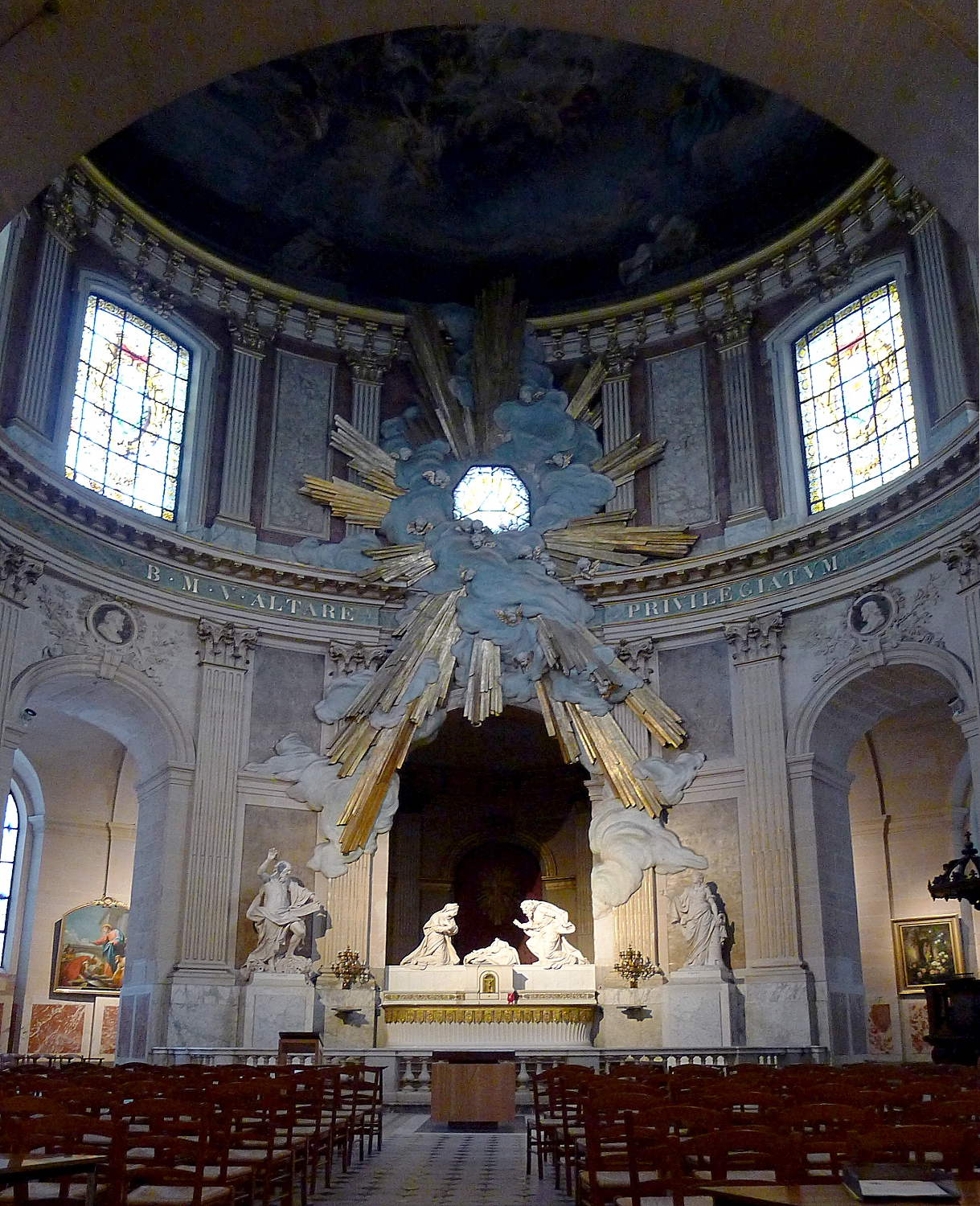
Chapelle de la Vierge.

La chapelle de la Vierge prolonge le chœur vers le nord. Cet édifice supplémentaire dessiné par Jules Hardouin-Mansart et construit en 1709 sur des fonds recueillis par loterie se présente sous la forme d’un ellipsoïde de taille respectable dont le grand axe est orienté ouest-est, c'est-à-dire à angle droit avec l’axe principal de l’église.
Cette chapelle, mélangeant à la fois les styles baroque et classique, comprend plusieurs éléments remarquables. Elle possède notamment une coupole dont la voûte supporte une Assomption peinte entre 1749 et 1756 par le premier peintre du duc d’Orléans, Jean-Baptiste Marie Pierre, et restaurée en 1932.
Son autel où se trouvait autrefois une Annonciation d’Étienne Maurice Falconet, œuvre disparue sous la Révolution, est surmonté depuis 1805 de la  Nativité du Val-de-Grâce (1665) du sculpteur Michel Anguier. Au-dessus, figure une imposante Gloire divine de Falconet, dont les rayons et nuages, parsemés de têtes d'angelots, descendent sur la Sainte Famille. Les chérubins sont en biscuit de la manufacture de Sèvres que dirigeait Falconet. Cet ensemble est complété par deux autres œuvres, le Saint Jérôme de Lambert-Sigisbert Adam (1752) et une Sainte Barbe anonyme (v. 1700), de part et d'autre de l'autel.

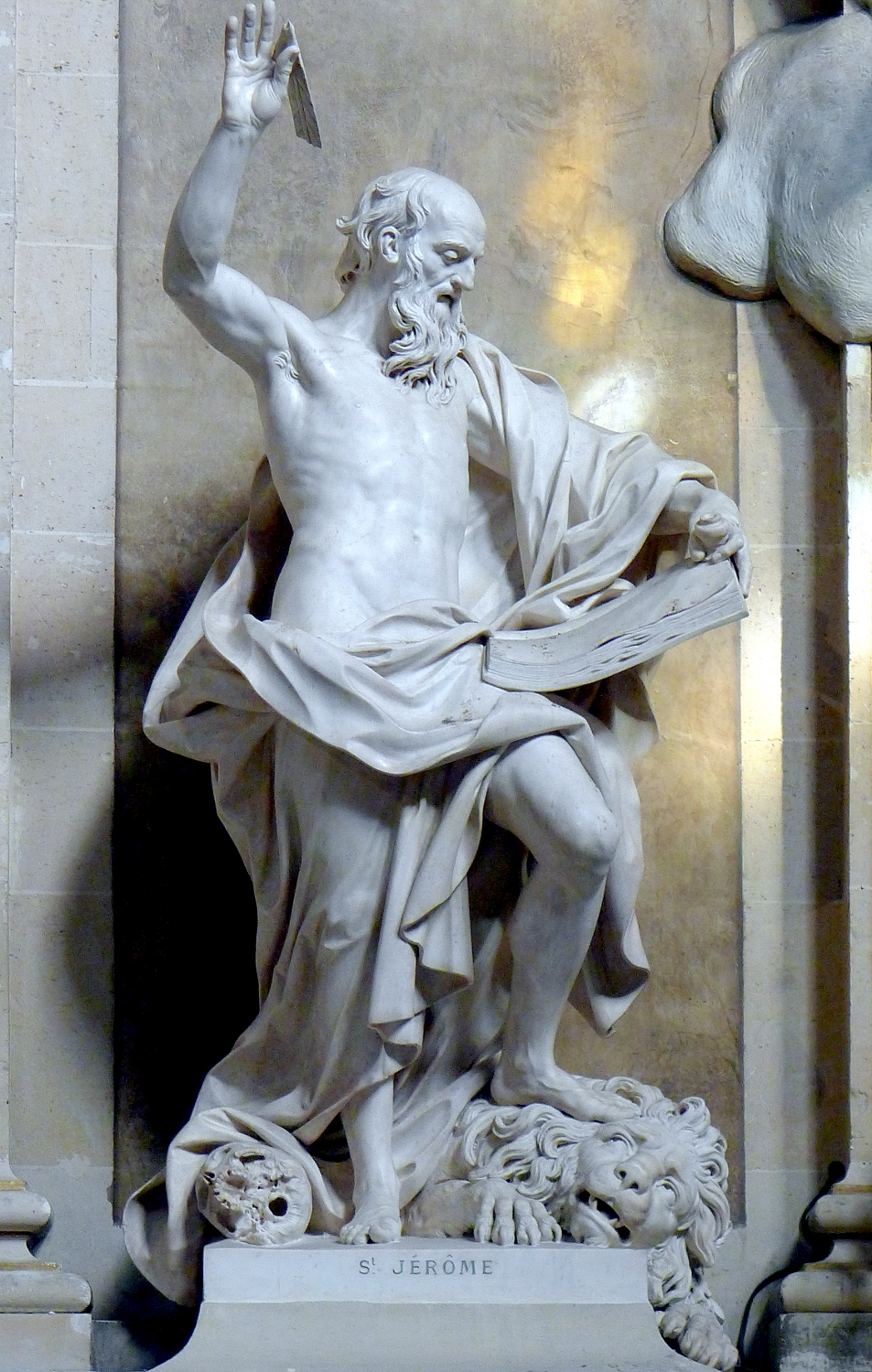
Lambert-Sigisbert Adam, Saint Jérôme.
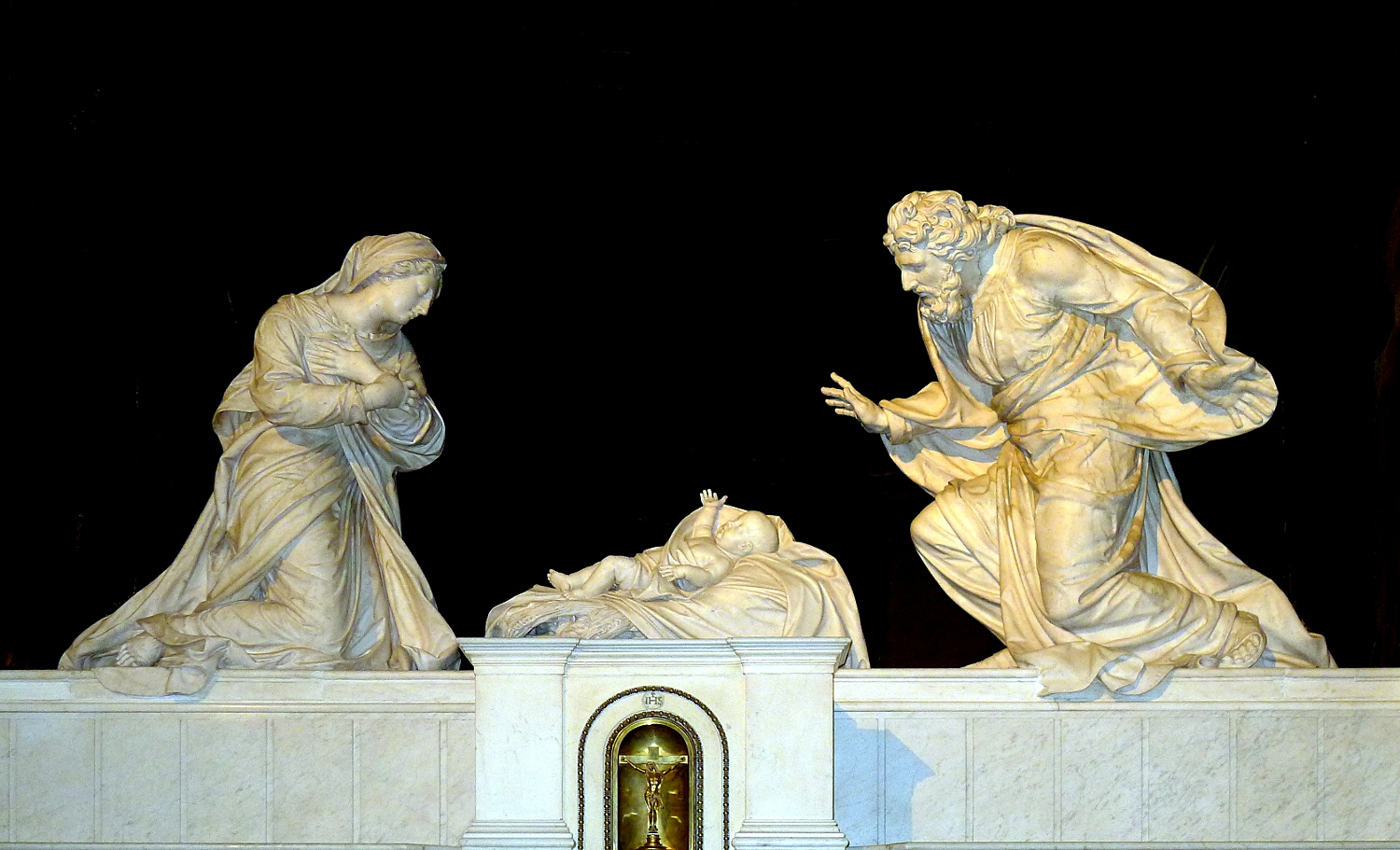
Nativité du Val-de-Grâce, Michel Anguier.
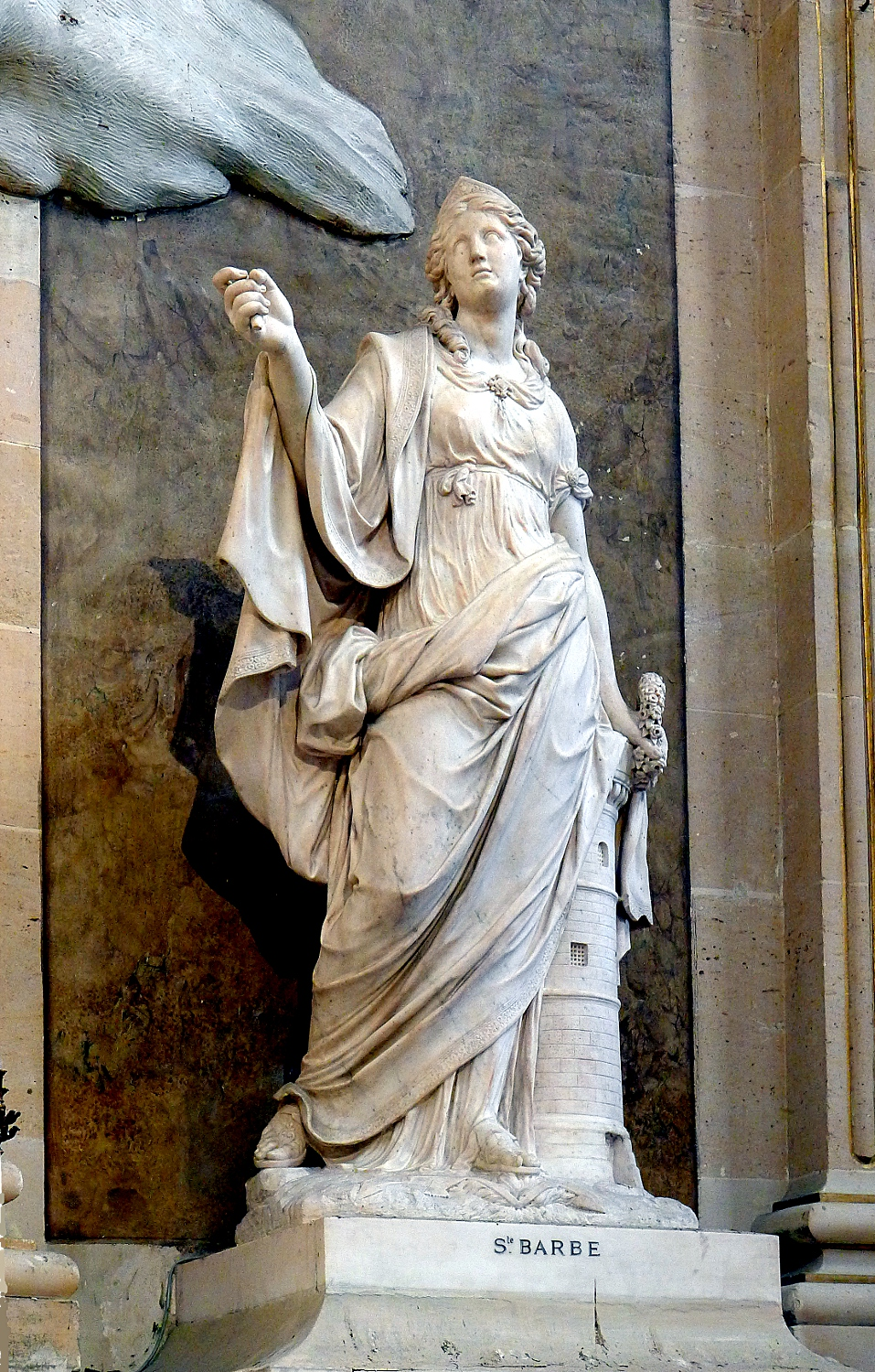
Sainte Barbe.
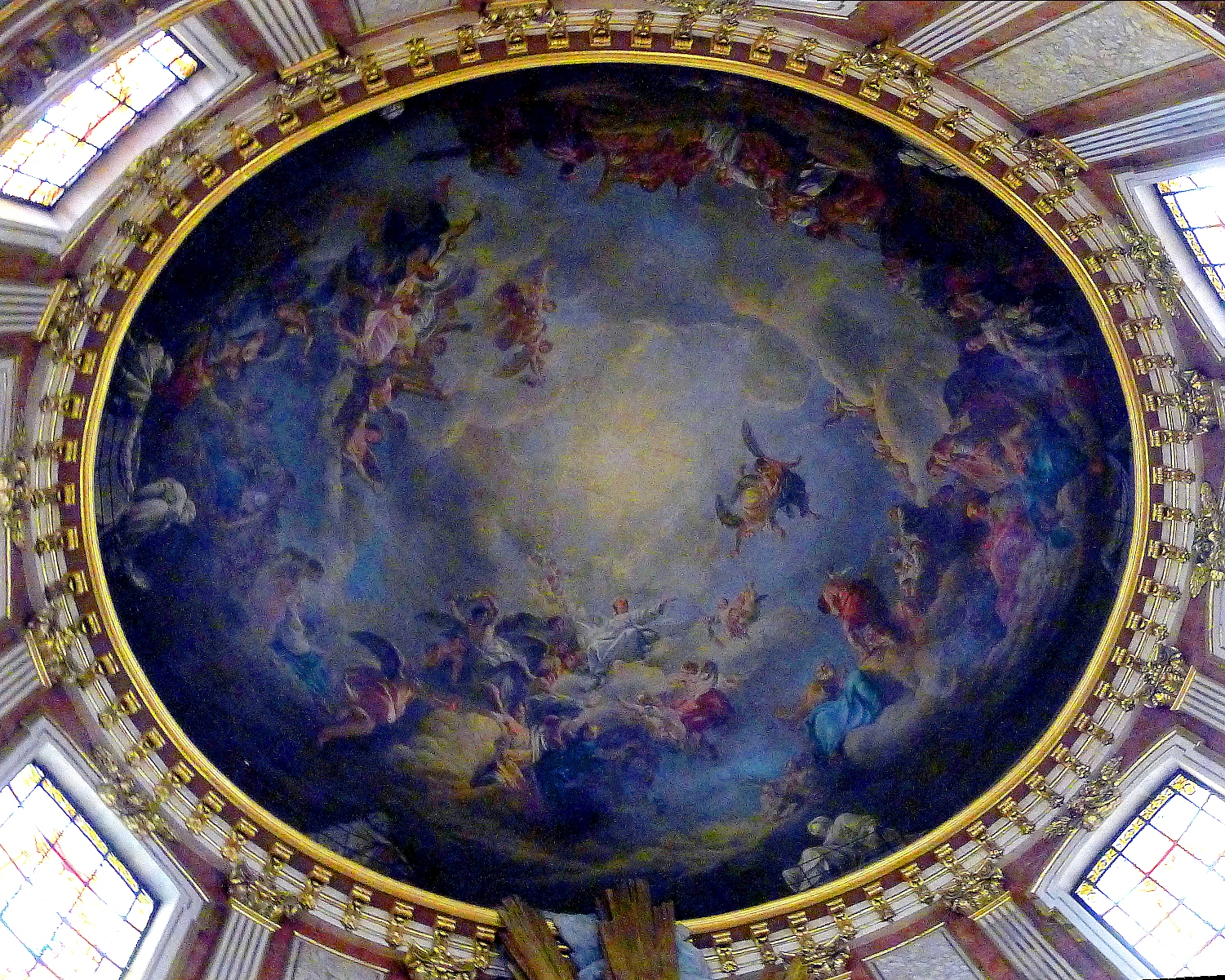
Coupole de la chapelle de la Vierge, Assomption (1749-1756), Jean-Baptiste Marie Pierre.
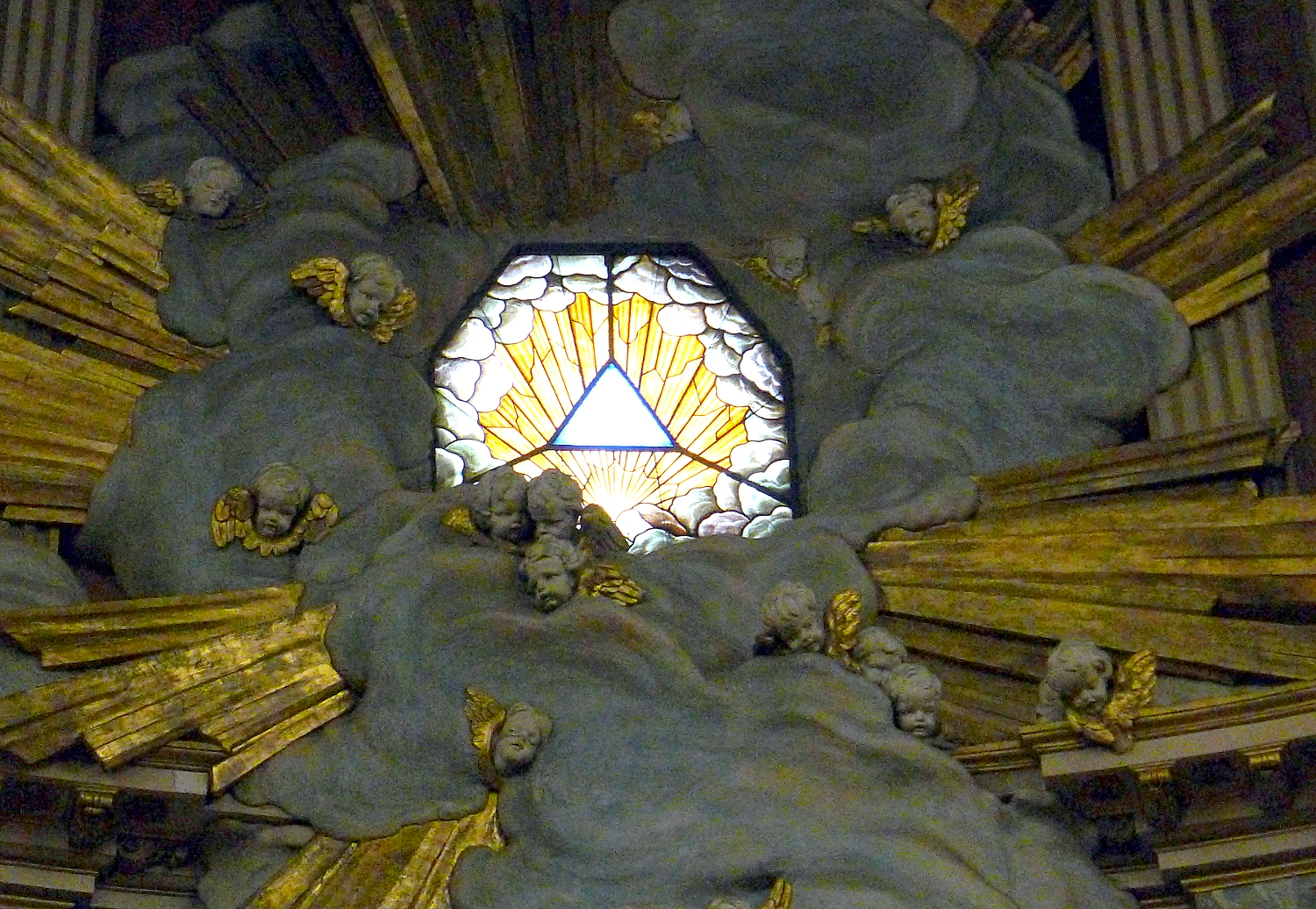
Détail de la Gloire divine, avec les visages d'angelots.

#### Chapelle de la Communion

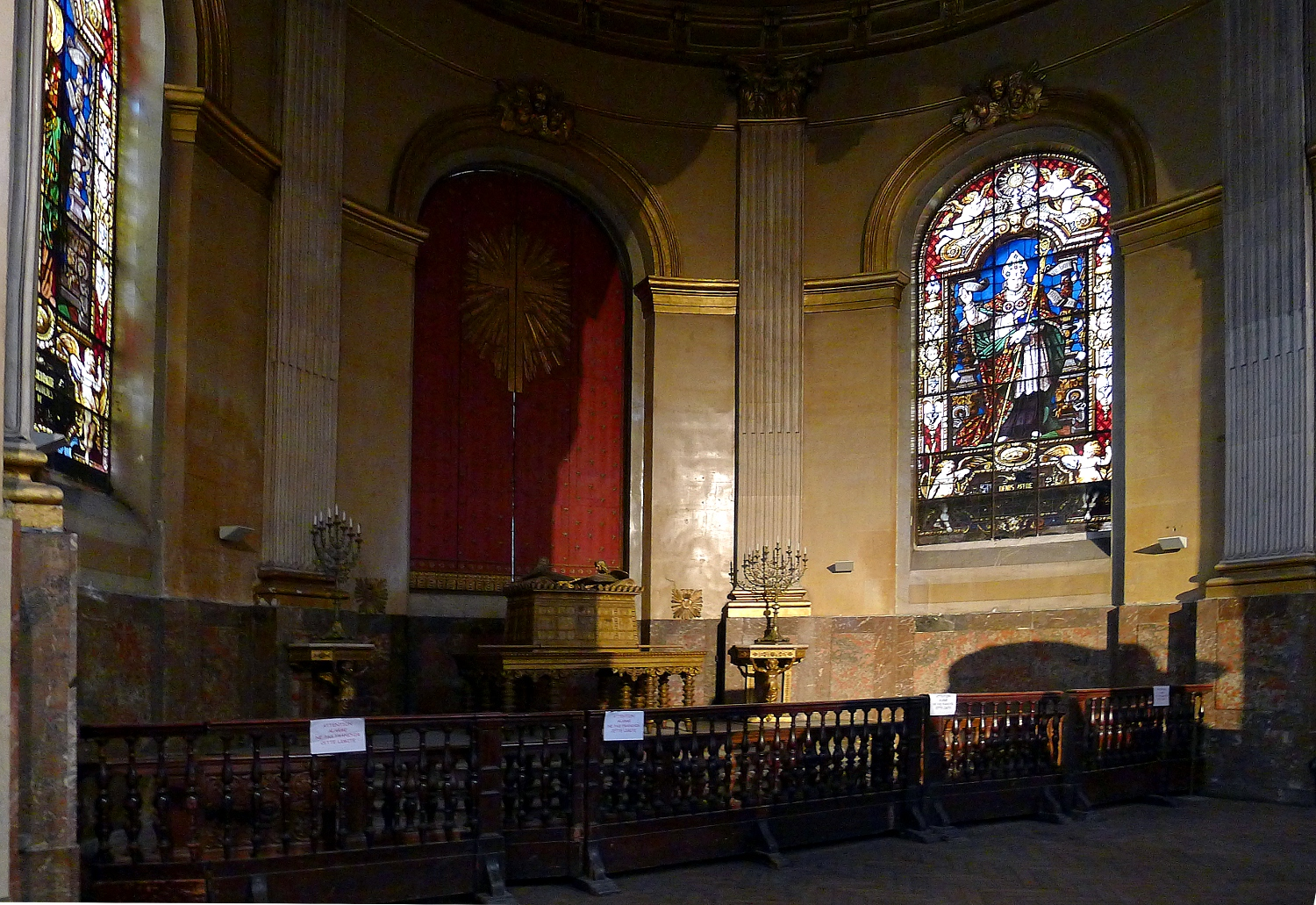
Chapelle de la Communion.

La chapelle de la Communion est solennellement bénite le 1er novembre 1758 par Mgr Jean Félix Henri de Fumel, évêque de Lodève, au cours d'une grand-messe pontificale à laquelle assistèrent de nombreux prélats. Celui-ci fit son sermon dans la nouvelle chaire, œuvre de Simon Challe .
De même que dans le Temple de Jérusalem, après le lieu Saint se trouve le Saint des saints, au-delà de la chapelle de la Vierge se trouve une chapelle de la Communion qui se dresse sous forme d'une niche cachée au nord du déambulatoire. Baignant dans une semi-obscurité voulue, n'étant éclairée que par deux vitraux, elle possède une ornementation religieuse originale, à savoir un crucifix solaire, une table des pains de proposition surmontée d'une Arche d'alliance (XIXe siècle) et deux chandeliers à 7 branches en relation avec le mobilier du Temple à Jérusalem. Sur l'Arche d'Alliance figure une Passion du Christ suméro-égyptienne.
Au delà de la chapelle de la Communion, après que le voile du Temple se soit déchiré à la mort du Christ, l'espace reste ouvert sur une dernière chapelle, la chapelle du Calvaire. Cette chapelle a été conçue au XVIIIe par Boullée comme un couloir vouté donnant sur le Golgotha, avec un Christ en croix éclairé par une lumière zénithale pour figurer la Résurrection. 
Avec cette dernière chapelle au Christ souffrant se terminait un parcours de trois mystères, celui de l’Incarnation à la chapelle de la Vierge, celui de la Transsubstantiation à la chapelle de la Communion et celui de la Rédemption à la chapelle du Calvaire. Au XIXe siècle, les deux portes basses et étroites qui permettaient d'accéder à la « grotte » du calvaire ont disparu, tout en conservant la perspective sur le Christ en croix. 
Les deux vitraux représentent, à gauche, saint Denys l'Aréopagite, et à droite Mgr Affre, archevêque de Paris de 1840 à 1848 et mort sur les barricades cette année-là.

Chapelle de la Communion
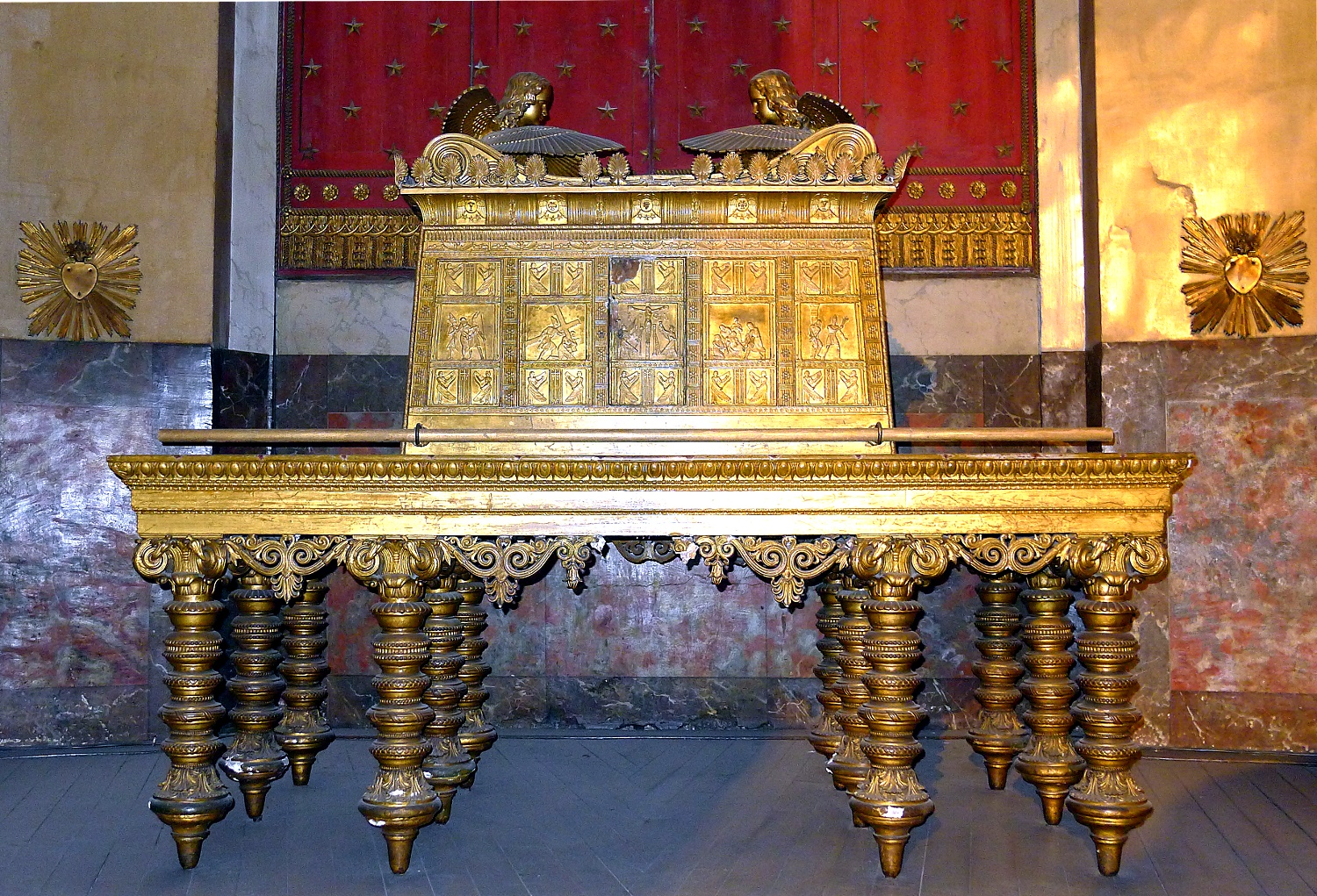
Arche d'alliance.
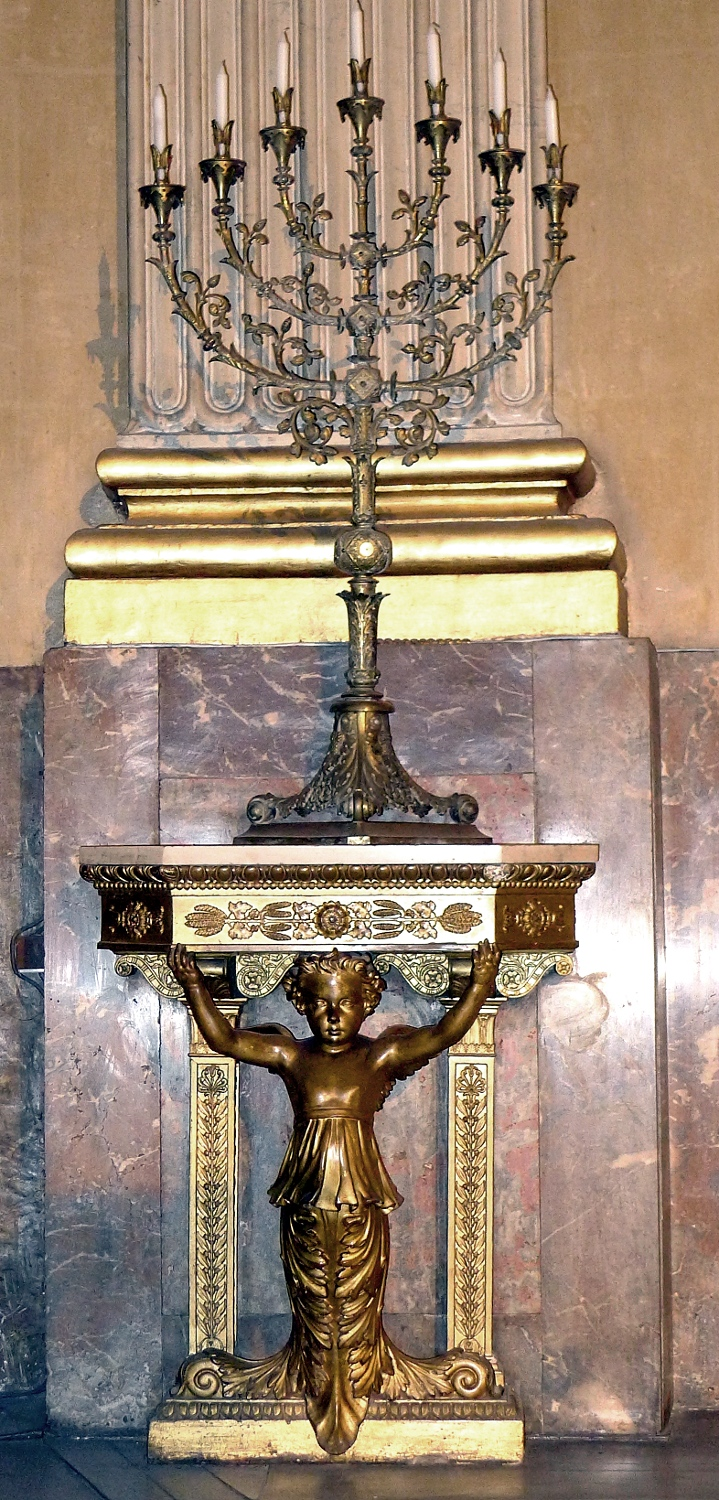
Chandelier à sept branches.

#### Chapelle du Calvaire

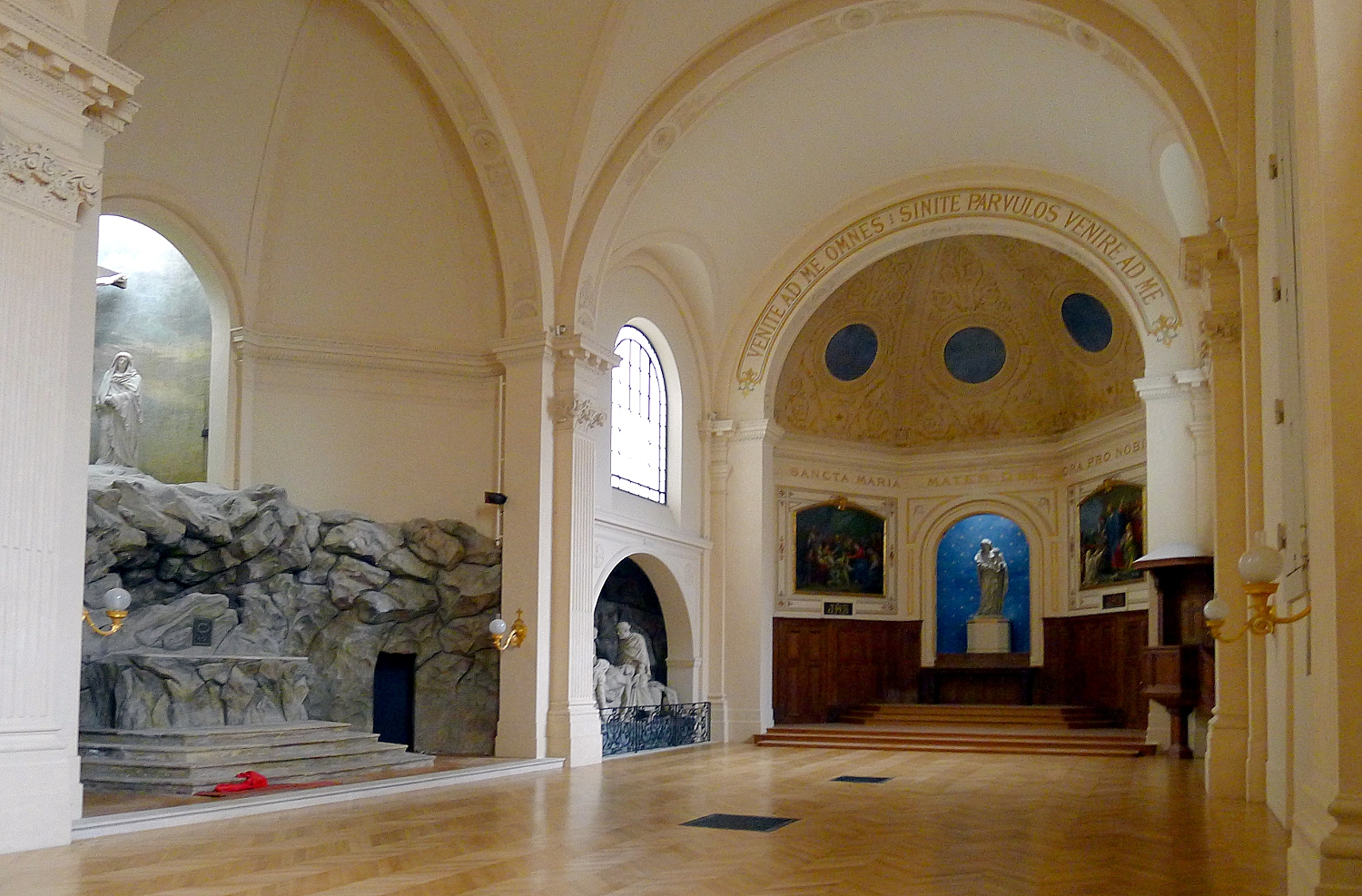
Chapelle du Calvaire.

La chapelle du Calvaire est bâtie en 1754, d'après le dessin de Falconet, à l'emplacement de l'ancien cimetière, tout au nord de l'église ; son axe principal est perpendiculaire à celui Nord-Sud de l'édifice. Elle est construite à l’initiative  de Jean-Baptiste Marduel, curé de la paroisse de 1749 à 1789 ; il en confie la réalisation au jeune architecte Étienne-Louis Boullée qui redessine également les autels des transepts et leurs retables. Mais ce travail, profondément remanié lors de l'agrandissement de la chapelle en 1850, laisse ensuite place à une nouvelle décoration commandée par la ville de Paris.
Aujourd'hui on accède à cette chapelle, soit par une porte donnant sur la rue Saint-Roch, soit à partir du déambulatoire de la chapelle de la Vierge par un couloir contournant la chapelle de la Communion. La nef de la chapelle est orientée ouest-est à angle droit avec celui de l'église et comporte, à l'est, un chœur dédié à la Vierge  et, sur son côté nord, trois niches latérales abritant respectivement une Mise en croix de Jehan Du Seigneur, l'autel creusé dans un massif de rochers dominé par un Christ en croix de Michel Anguier et une Mise au tombeau de Louis Pierre Deseine (1819).

Chapelle du Calvaire
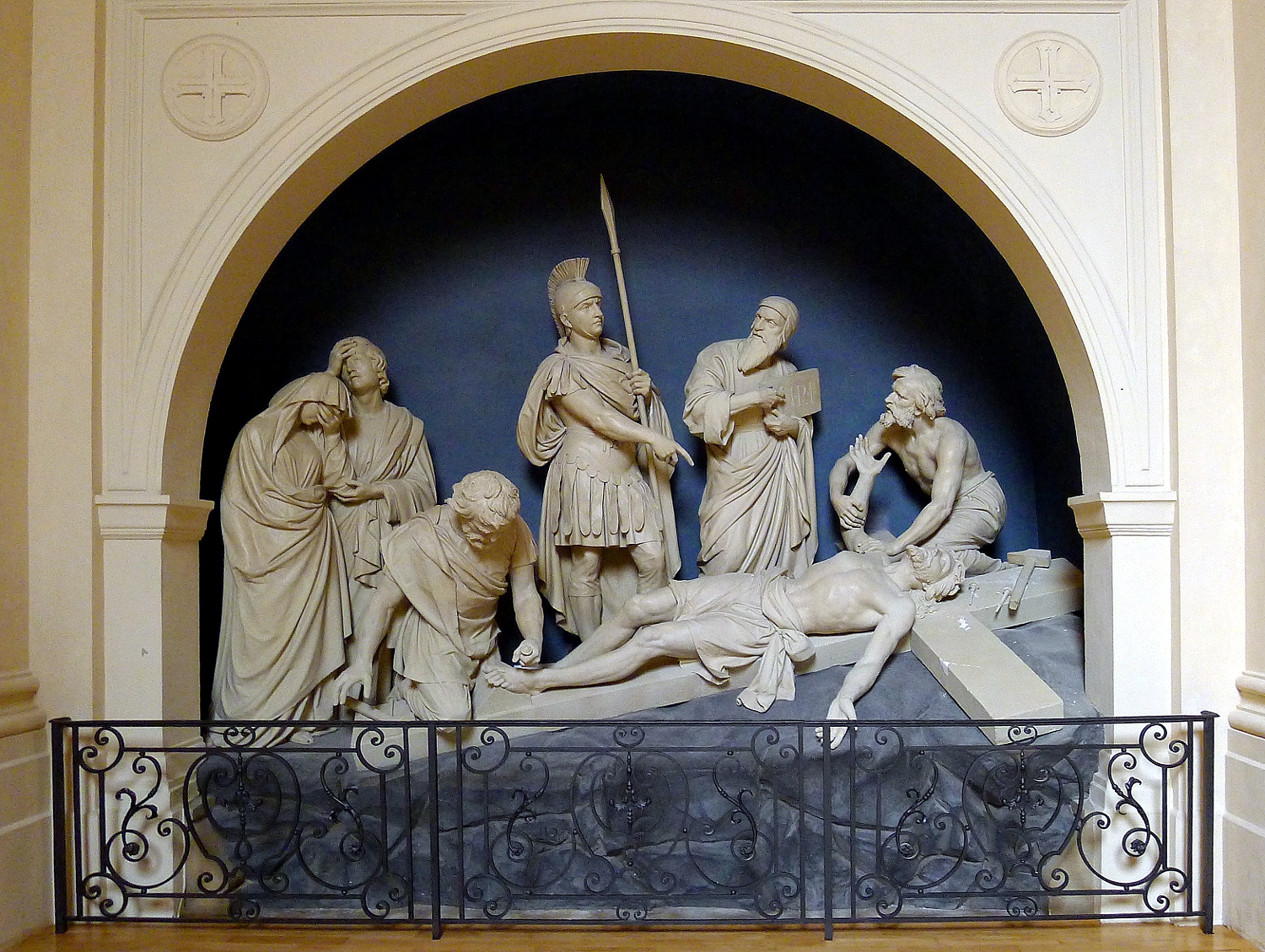
Mise en croix, Jehan Du Seigneur.
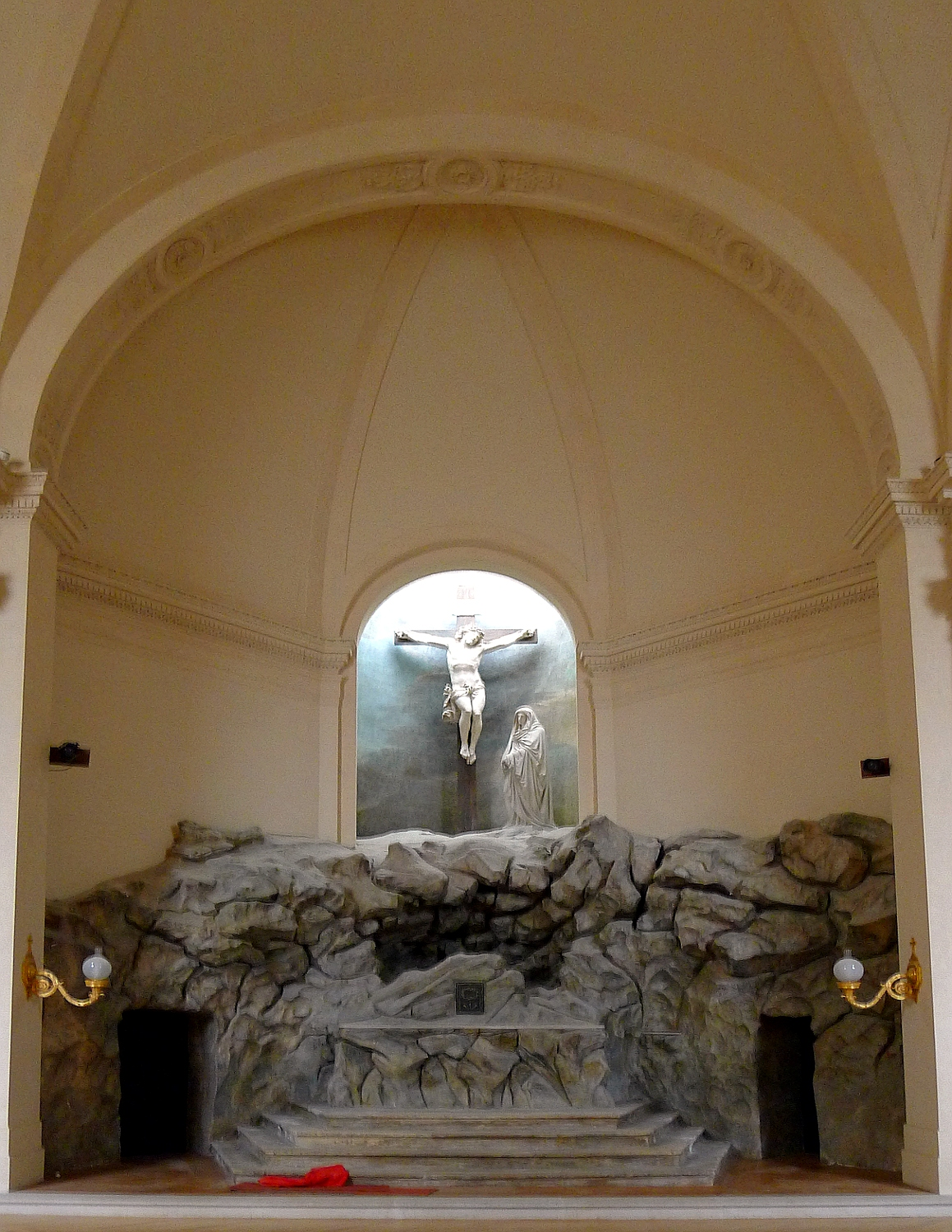
Autel avec le Christ en croix de Michel Anguier.
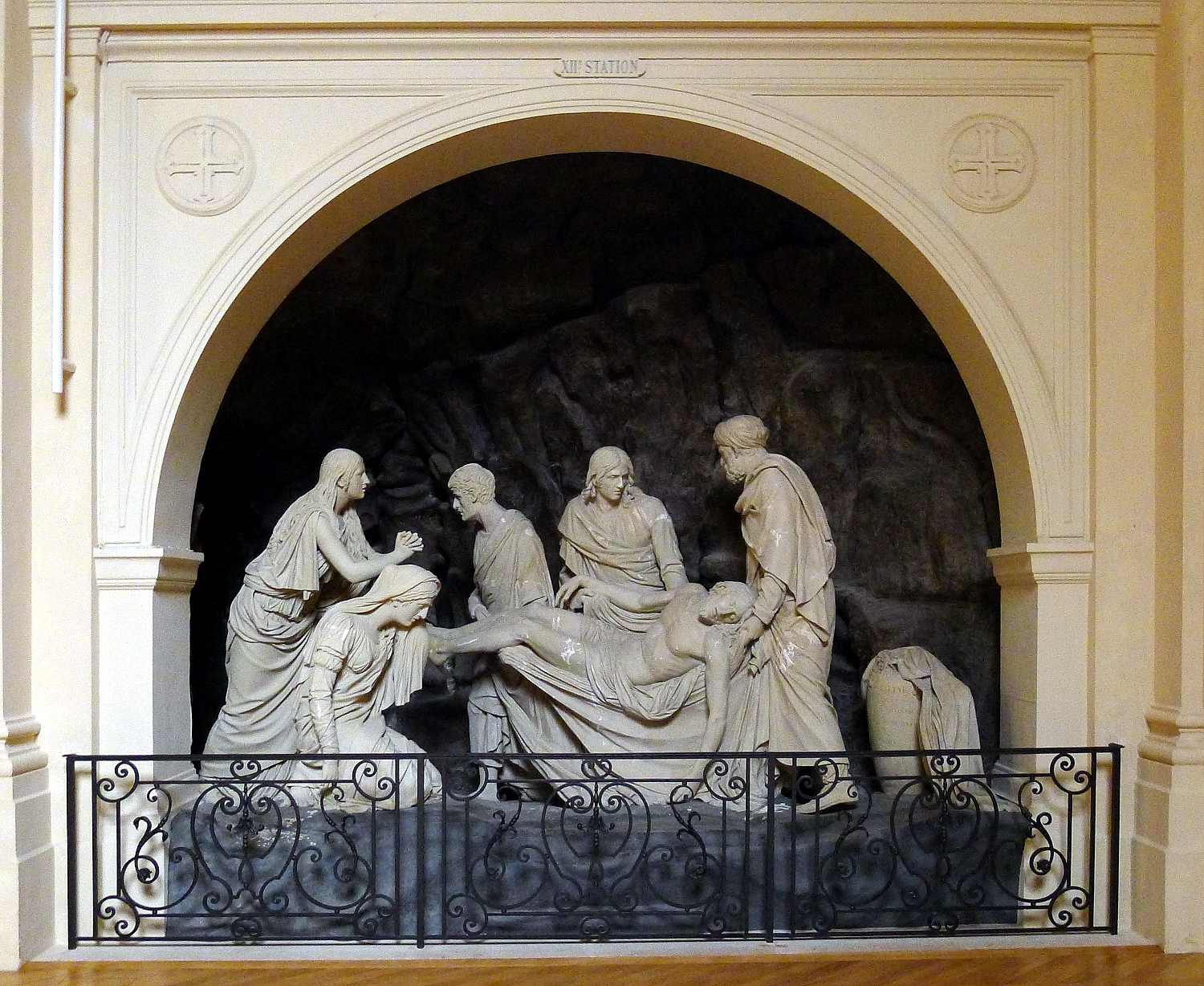
Mise au tombeau, Louis Pierre Deseine.

### Les grandes orgues

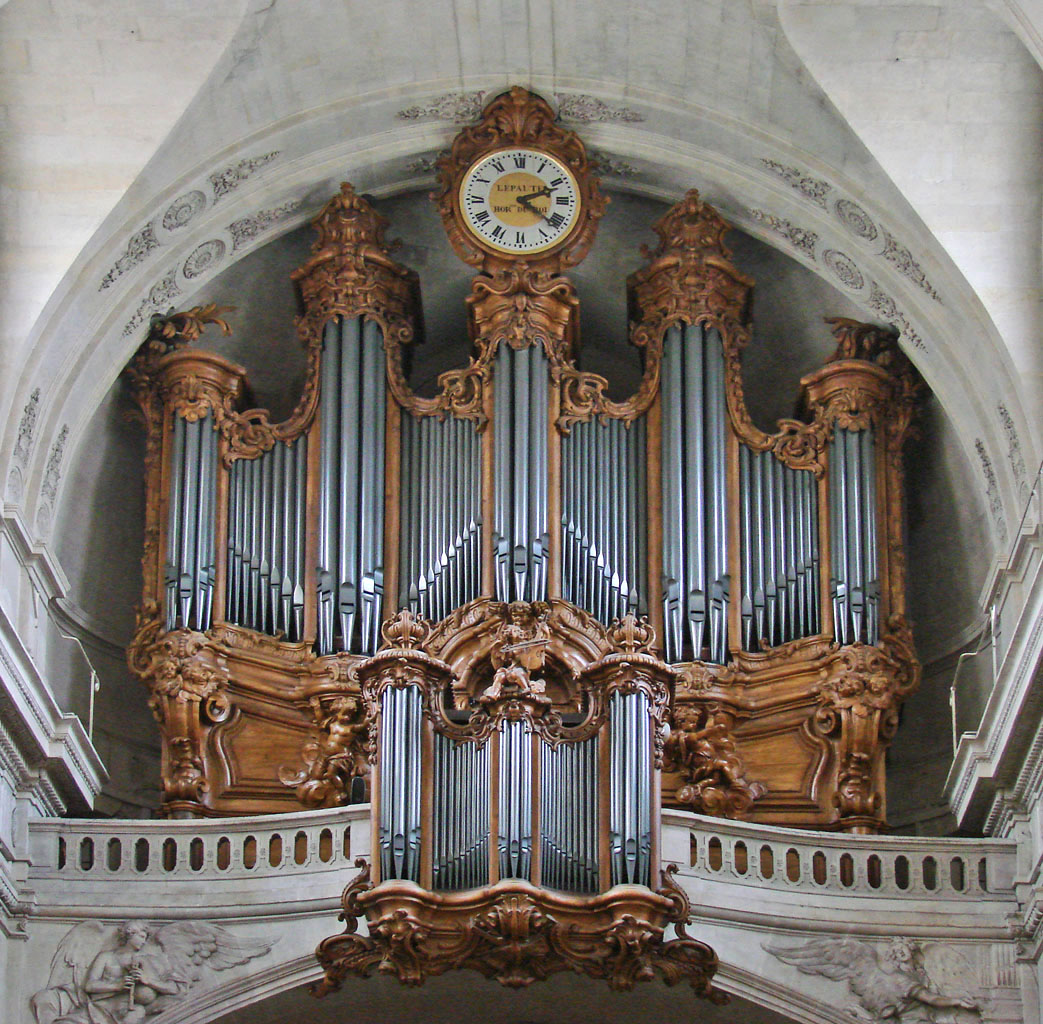
Les grandes orgues.

Instrument construit de 1750 à 1756 par François-Henri Lesclop et Louis-Alexandre Clicquot, avec réutilisation de matériel issus de l'orgue précédent. L'orgue est ensuite augmenté par François-Henri Clicquot (1769-1771) et Pierre-François Dallery (1820-1826), puis reconstruit par Aristide Cavaillé-Coll de 1840 à 1842 toujours avec réutilisation du matériel existant. En l'état, cet orgue constitue une synthèse entre l'orgue classique français et l'orgue romantique. 
Construit entre 1750 et 1756 par François-Henri Lesclop et Louis-Alexandre Clicquot (avec réemploi de matériel issu de l'orgue précédent), l'instrument a été remanié entre 1769 et 1771 par François-Henri Clicquot. Détérioré durant la Révolution, l'instrument est reconstitué de 1820 et 1826 par Pierre-François Dallery (successeur des Clicquot) avant d'être reconstruit par Aristide Cavaillé-Coll[réf. souhaitée] de 1840 à 1842. 
Elles sont composées de quatre claviers manuels et pédalier, cinquante trois jeux (transmission mécanique des claviers et des jeux), et deux mille huit cent trente deux tuyaux. Le buffet est toujours celui de l'orgue Clicquot de 1756 tandis que la console (en fenêtre) date de 1840.
L'un des titulaires célèbres fut Claude-Bénigne Balbastre, dont le jeu étincelant attirait de telles foules que l'archevêque de Paris dut lui interdire d'interpréter ses noëls variés à Saint-Roch pendant le temps de l'Avent. Louis James Alfred Lefébure-Wely y fut organiste de 1831 (il succédait à son père, Isaac-François Lefébure-Wely) à 1846, date à laquelle il échangea sa tribune contre celle de La Madeleine, avec Charles-Alexandre Fessy.
La titulaire actuelle est Françoise Levechin.
L'association « Les Heures musicales de Saint-Roch » donne régulièrement des concerts et favorise la création d'œuvres contemporaines.

### L'orgue de chœur

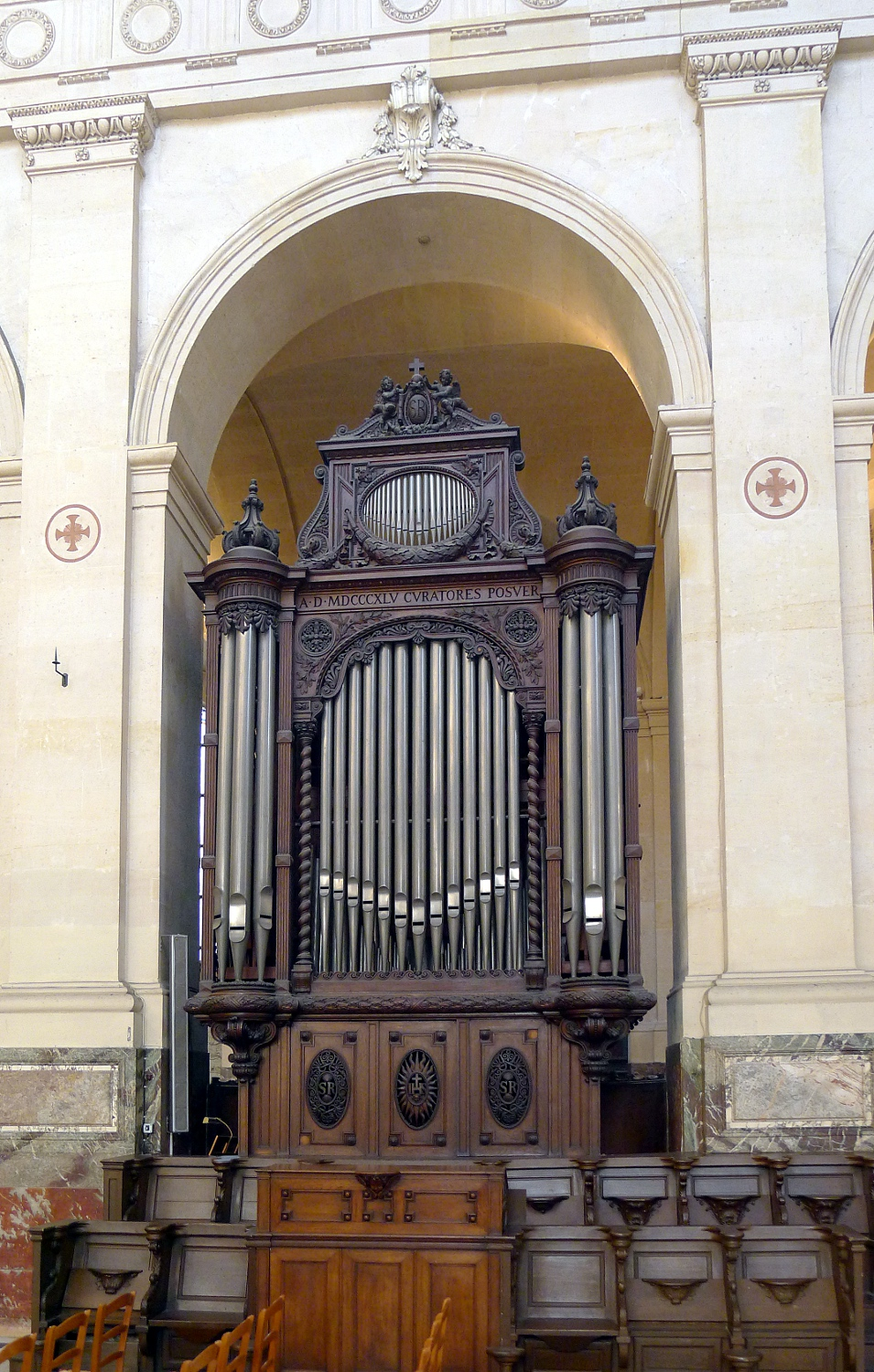
Orgue de chœur.

Cet instrument est l'œuvre du facteur d'orgue Cavaillé-Coll, en 1865. Il a été modifié par Mutin en 1913. L'instrument se compose de 12 jeux, répartis sur 2 claviers et un pédalier. Les transmissions des jeux et des notes sont mécaniques. Le buffet est classé monument historique.
| I. Grand-Orgue 56 notes                           | II. Récit expressif 56 notes                                                                             | Pédale 32 notes |
| ------------------------------------------------- | --- | --------------- |
| Bourdon 16 Flûte harmonique 8 Montre 8 Prestant 4 | Flûte traversière 8 Gambe 8 Voie céleste 8 Flûte octaviante 4 Nazard 2 2/3 Trompette 8 Basson-hautbois 8 | Bourdon 16      |

Accessoires : 
- Accouplement : Récit/GO en 8' et 16'
- Tirasses GO et récit
- Trémolo
- Appel d'anches du récit

## Tableauxet vitraux

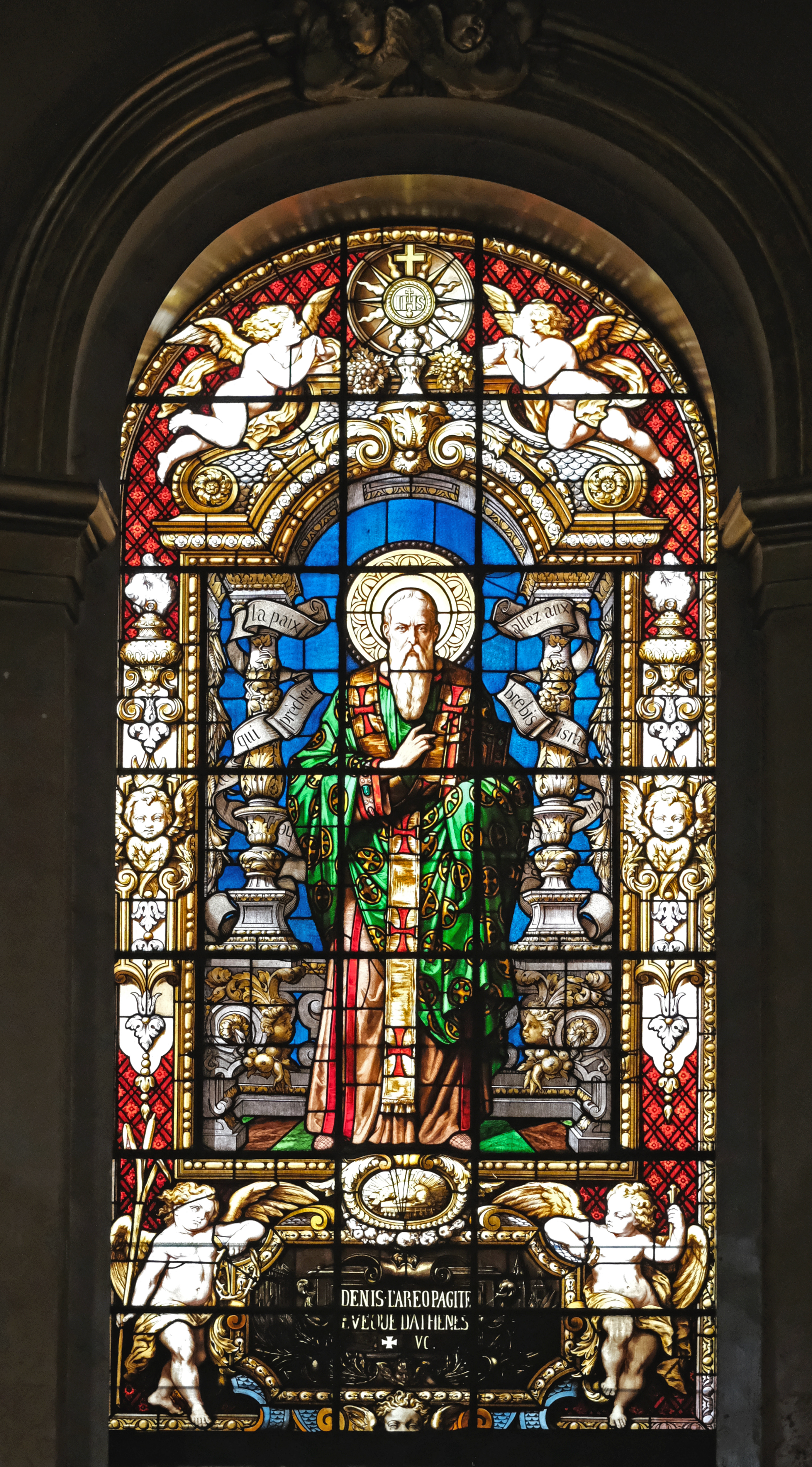
Saint Denis l'aréopagyte, évêque d'Athènes.

L'église conserve un ensemble de tableaux de peintres des XVIIe siècle, XVIIIe siècle et XIXe siècle ainsi que de nombreux vitraux du XIXe siècle.
- Auguste Charpentier (1813-1880), œuvres classées aux monuments historiques :
  - L'Innocence, 1833[33]
  - La Force, 1833[34]
  - La Sagesse, 1833[35]
  - La Charité, 1833[36]
  - La Religion, 1833[37]
  - L'Extrême-onction, 1833[38]
  - Les Funérailles, 1833[39]
  - Les Saintes Femmes au sépulcre, 1850[40]
  - La Résurrection, 1850[41]
  - La Loi divine, 1850[42]

- Vitraux
  - « Christ en croix », verrière du bas-côté nord de l’église Saint-Roch à Paris par Ferdinand Henri Joseph Mortelèque, en 1816, d’après un dessin de Régnier, premier vitrail connu réalisé au XIXe siècle à Paris[43] ;
  - «La Crucifixion», carton de Louis Steinheil (1875) dans la chapelle de la Compassion ;
  - «Saint Jean-Baptiste» (fin du XIXe siècle) ;
  - «La Mort de saint Joseph», ateliers Lorin (vers 1880) dans la chapelle du Calvaire ;
  - « Saint Denis l'aréopagyte », dans la chapelle de la Communion.

## Personnalités

### La paroisse des artistes
La paroisse Saint-Roch est connue comme étant la « paroisse des artistes » parce qu'elle est l'aumônerie des artistes du spectacle et par allusion à tous ceux dont on y a célébré les obsèques, notamment :
- Thierry Ardisson (2025)[44]
- Catherine Laborde (2025)[45]
- Bertrand Blier (2025)[46]
- Jane Birkin (2023)[47]
- Pierre Lacotte (2023)[48]
- Marion Game (2023)[49]
- Jean-Jacques Beineix (2022)[50]
- Claude Brasseur (2020)[51]
- Michael Lonsdale (2020)[52]
- Pascale Roberts (2019)[53]
- Jean-Michel Martial (2019)[54]
- Pierre Bellemare (2018)[55]
- Stéphane Audran (2018)[56]
- Annie Girardot (2011)[57]
- Yves Saint Laurent (2008)[58]

### Controverses
Le 16 novembre 2022, une messe est discrètement donnée pour le 70e anniversaire de la mort de Charles Maurras, dirigeant du mouvement d'extrême droite de l'Action française. Le célébrant, l'abbé Thierry Laurent, est par la suite réprimandé par sa hiérarchie.